# Ceramica coreana

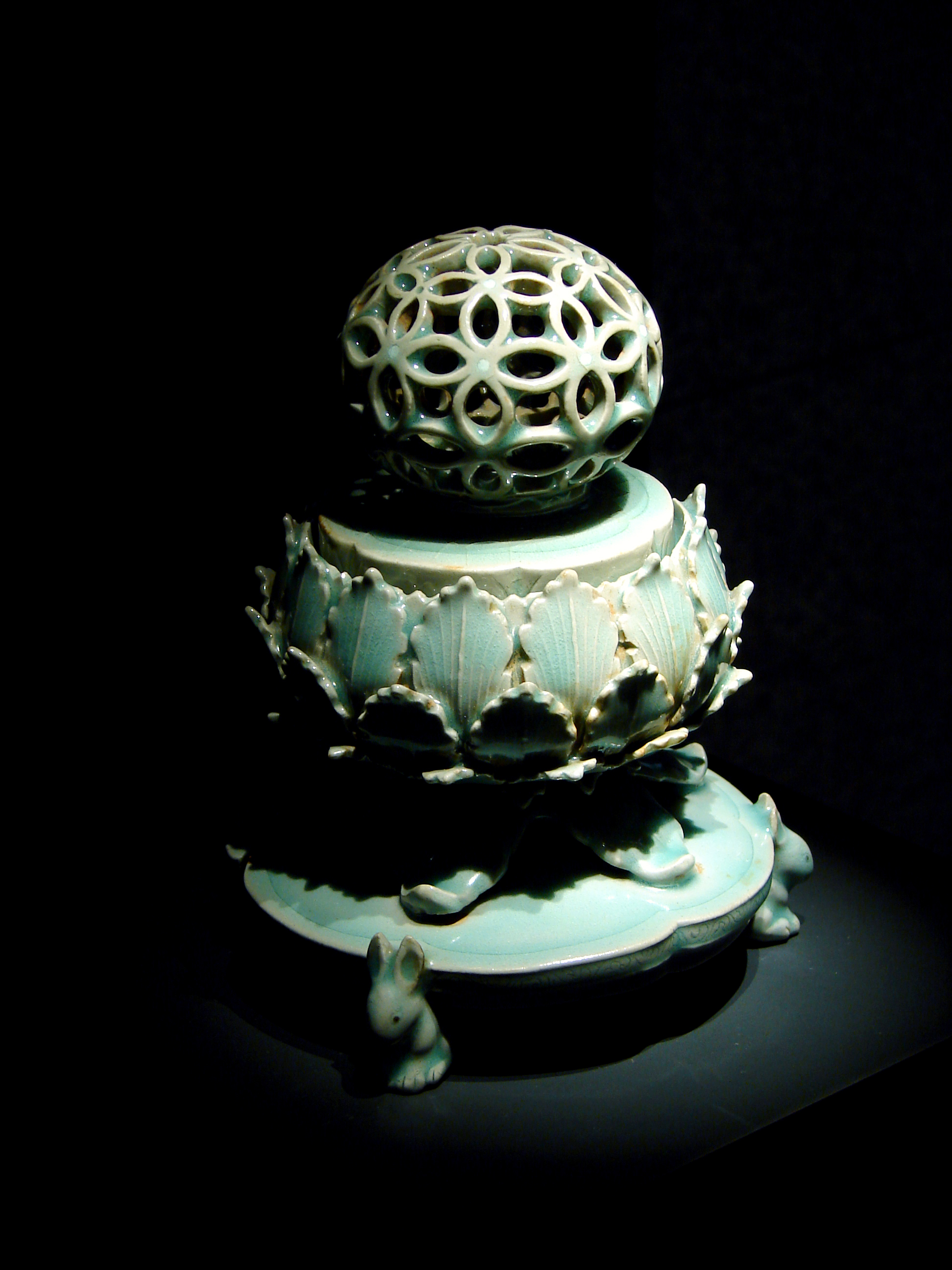
Bruciaprofumo coreano in celadon «martin pescatore», della dinastia Goryeo (dall'XI al XIV secolo)

La ceramica coreana appare verso il 10 000 prima della nostra era, nelle culture del Paleolitico o in corso di transizione tra il Paleolitico superiore e la neolitizzazione. Si tratta in seguito, nel Neolitico, di forme semplici, con leggeri rilievi che facilitano la presa. Ben prima della costituzione dei primi regni, lo spazio culturale coreano era in relazione con i suoi vicini e alcune similitudini nelle ceramiche possono testimoniarlo.
In seguito la ceramica coreana si ispira alla ceramica cinese, data l'occupazione di una parte del paese ad opera della Cina dal 108 a.C. al 313 d.C. Essa sa trarre profitto dall'occupazione del suo territorio da parte della Cina della dinastia Han integrando certe novità nella sua pratica, ma utilizza elementi stilistici originali fin dall'epoca dei Tre Regni di Corea (tra il I secolo a.C. e il VI secolo d.C.).
Poi, sotto la dinastia Goryeo (918 - 1392) si ispira di nuovo alla ceramica cinese e riprende il procedimento dei grès con coperta verde celadon, ma per applicarli, con un brio celebrato dagli stessi Cinesi, a forme con un bello spirito creativo e, per una parte importante della produzione, a tecniche decorative proprie della Corea: un'arte della ceramica «scolpita», incisa, vicina all'arte del bronzo durante la cesellatura, dell'incrostazione e della damaschinatura. In queste lussuose ceramiche Goryeo il colore verde si fa più discreto che in Cina.
Il periodo Joseon (dal 1392 al 1910) vede nuove forne di grès, più depurate, materie più modeste e un lavoro più spontaneo che è apprezzato nel vicino Giappone: la ceramica buncheong dove la barbottina bianca ha un posto importante. Nello stesso tempo, a fianco di quest'arte tutta nell'economia dei mezzi, si sviluppa anche il gusto per porcellane bianche di una grande purezza di forme, oltre che per porcellane dipinte, «blu e bianco» o dipinte in bruno ferro, se non addirittura con il rosso dell'ossido di rame. Il gesto del pittore coreano vi mantiene sempre la sua semplicità di espressione, la sua velocità e la sua fantasia.

## Storia

### Le prime ceramiche: Paleolitico finale
Le più antiche ceramiche della penisola coreana sono state scoperte nel 1994 sulle coste est e sud, e sono datate tra l'8000 e il 5000 prima della nostra era: sito di Mosan-ni [o Kosan-ri], sull'isola più meridionale della penisola, l'isola di Jeju [o Cheju]. Punti di similitudine fanno avvicinare questo tipo di terracotta senza decoro a elementi trovati nel bacino dell'Amur, risalenti al periodo della neolitizzazione, in Russia, e ad assemblaggi risalenti ai pescatori-raccoglitori che praticavano la ceramica del primo Jōmon, in Giappone. Questo tipo mosan-ni è costituito di terracotta a bassa temperatura, contenente elementi organici, tra cui elementi vegetali. Il contesto archeologico indica l'uso di microliti da parte dei cacciatori-raccoglitori dell'epoca. Su quest'isola, il sito di Kimnyong-ni ha prodotto terrecotte simili e se ne ritrovano anche sulla costa est della penisola, come sul sito di Ojin-in, distretto di Cheongdo, provincia del Gyeongsang Settentrionale.

### Ceramiche neolitiche
Questo periodo che vede apparire la ceramica Jeulmun è spesso denominato «periodo della ceramica Jeulmun». Nel corso di questo periodo alcune culture si neolitizzano molto progressivamente nella penisola, e si vedono apparire, prima e nello stesso tempo della ceramica Jeulmun, numerose forme di terrecotte che si distinguono per il loro decoro o la loro assenza di decoro. Così due forme di decoro applicato in leggero rilievo, sotto il labbro (Nord-est) o sotto la pancia (est e sud), un decoro prodotto per stampaggio da un piccolo utensile appuntito (nord-est e sud), i primi decori incisi jeulmun, propriamente detti (nord-est ed est, nord-ovest, centro ovest e sud), un decoro a forma di lampi (nel nord-est), infine une ceramica a due fasce sotto il labbro (lato Sud).

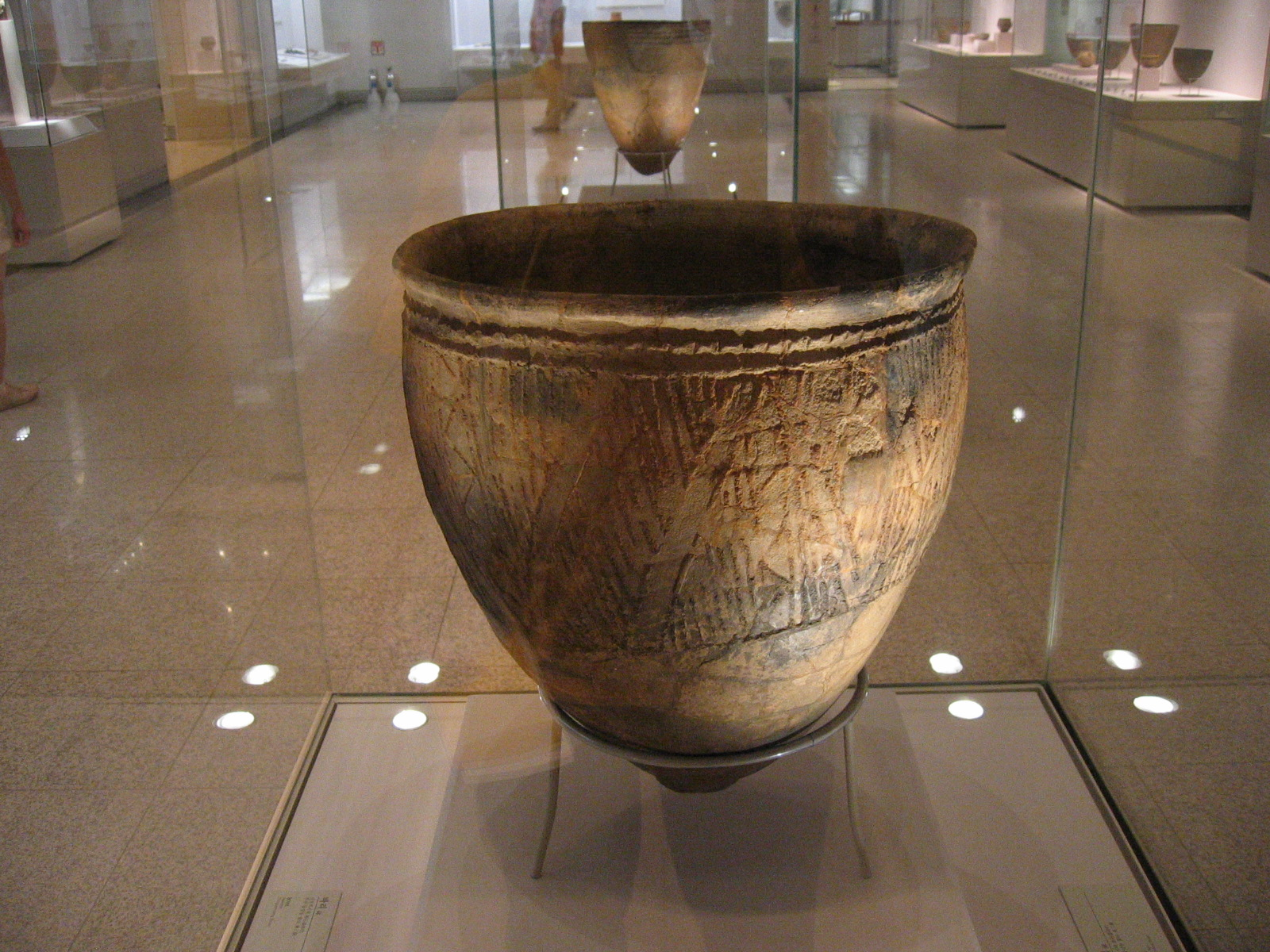
Vaso. Terracotta. Decoro applicato. Neolitico. Scoperto a Pusan [Pusan], costa sud-est. Museo nazionale della Corea
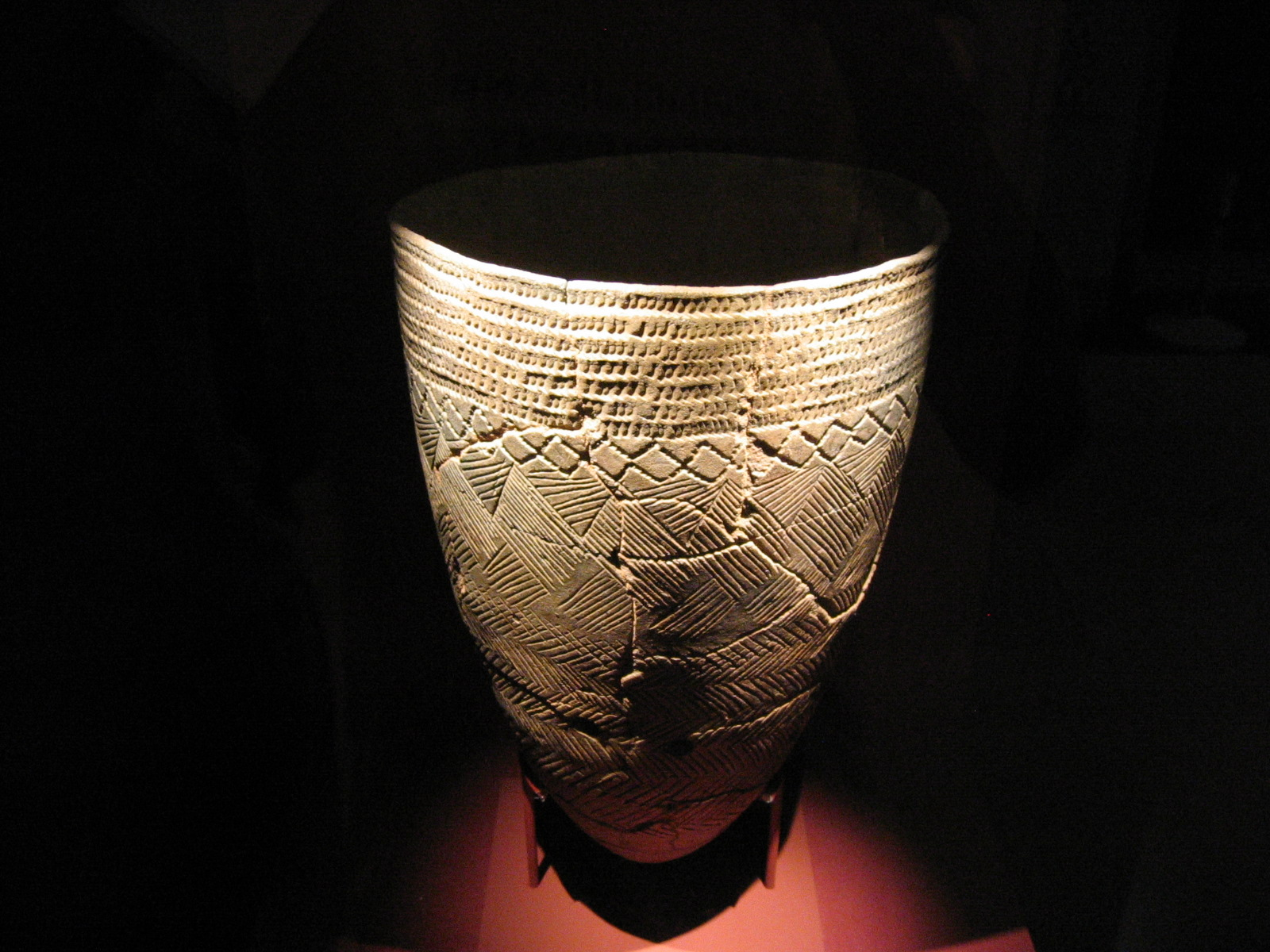
Vaso. Terracotta. Stile classico Jeulmun, con decoro a pettine. Neolitico medio. Museo nazionale della Corea
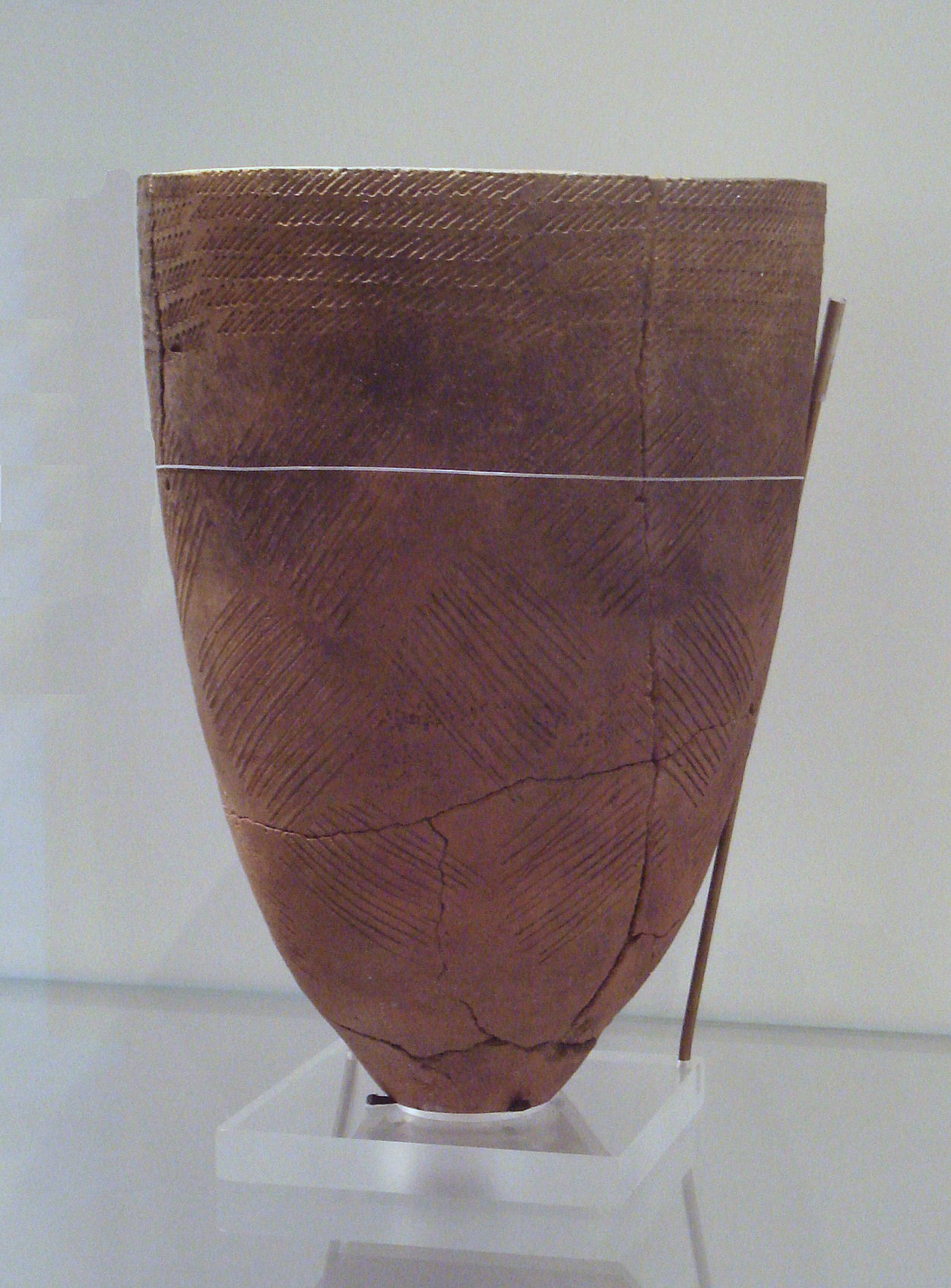
Vaso. Terracotta. Stile classico Jeulmun, con decoro a pettine. 4000 a.C., sito d'Amsa-Dong, Seul. British Museum

- Neolitico antico (6000-4000)
  - Decoro applicato in rilievo: ceramiche, che presentano un decoro applicato in rilievo, appaiono all'inizio del Neolitico, come sil sito di Osan-ni[4]: un recipiente con tratti obliqui paralleli. Il tipo Osan-ni di ceramica con decoro in rilievo sembrava un tempo essere derivato dai modello del primo Jōmon (Todoroki), ma datazioni al carbonio-14 provano che le date più antiche della ceramica in questione precedono di 600 anni la ceramica Todoroki.
  - La ceramica con decoro applicato di linee in leggero rilievo con motivo a «Z», si presenta con due linee curvilinee circolari, con ritorni all'indietro («Z»), sotto il labbro, sormontate da un'altra linea più vicina al labbro. Questi vasi, a base piatta e spesso molto stretta, si ritrovano sulla costa sud e sull'isola di Cheju [o Jeju-do] (sito di Gosan-ri, risalente a prima del 6300 a.C.). Sono studiate in relazione con quelle, dal decoro simile, del bacino del fiume Liao, nella Cina del nord-est, risalente alla stessa epoca.
  - Decoro stampato: esiste anche, in questa epoca, un'altra ceramica a base piatta, e il cui decoro è prodotto mediante stampaggio da un utensile appuntito intorno al labbro. Questa ceramica ha avuto molto successo sulle coste nord-est e sud della penisola.
  - Decoro inciso: Jeulmun antico: le ceramiche a tratti incisi paralleli appaiono nella stessa epoca su vasi a base piatta (nord-est ed est) e su vasi a base appuntita (nord-ovest, centro ovest e sud). Tra i vasi a base appuntita del centro ovest si distinguono due tipi: quelli che mostrano unicamente un solo motivo, e quelli che ne mostrano vari, come sul sito di Amsa-dong.
- Neolitico medio (4000-3000)

Verso il 4000 prima della nostra era la ceramica Chulmun, o Jeulmun (v. 8000-1500 prima della nostra era), si diffonde su tutta la penisola. Essa presenta forme semplici e un leggero decoro che sembra realizzato «a pettine», ma che è, più precisamente, inciso. È montata per modellamento o a colombino e cotta a 700°. Per confronto con la ceramica dell'età del bronzo si suppone che la cottura si effettuasse in forni in fosse poco profonde scoperte. La base è sistematicamente curva e appuntita. La terra è sabbiosa e contiene quarzo o mica, e in certe regioni polvere di conchiglie, fibre di amianto, talco o feldspato che sono impiegati come agenti di rinforzo. Ci sono tre tipi di capacità in queste ceramiche: 4, 17 e 56 litri. Ogni tipo ha il suo uso specifico per preparare, cuocere e conservare le derrate alimentari. Si sono ritrovati resti di ghiande in fondo a uno di questi recipienti sul sito di Amsa-dong.
- Neolitico recente (3000-1500)

La ceramica Jeulmun è, allora, realizzata in un materiale più grossolano, a grossi grani di quarzo (sabbia) e con un decoro sommario. I vasi senza alcun decoro si moltiplicano un po' dappertutto. Nel nord-est, il decoro stampato intorno al labbro, che non era scomparso, si manifesta in maniera più sistematica. D'altra parte, un decoro a forma «di lampi» è segnalato nel nord-est, mentre il decoro composto di due fasce in leggera sporgenza sotto il labbro appare sulla costa sud.

### L'età del bronzo e l'età del ferro
- L'età del bronzo (che comincia tra il XV e il XIII secolo a.C.) si distingue dai periodi precedenti per la ceramica Mumun (v. 1500-300 a.C.), nelle forme depurate e molto poco decorate, se non addirittura non decorate tra l'850 e il 550 a.C.

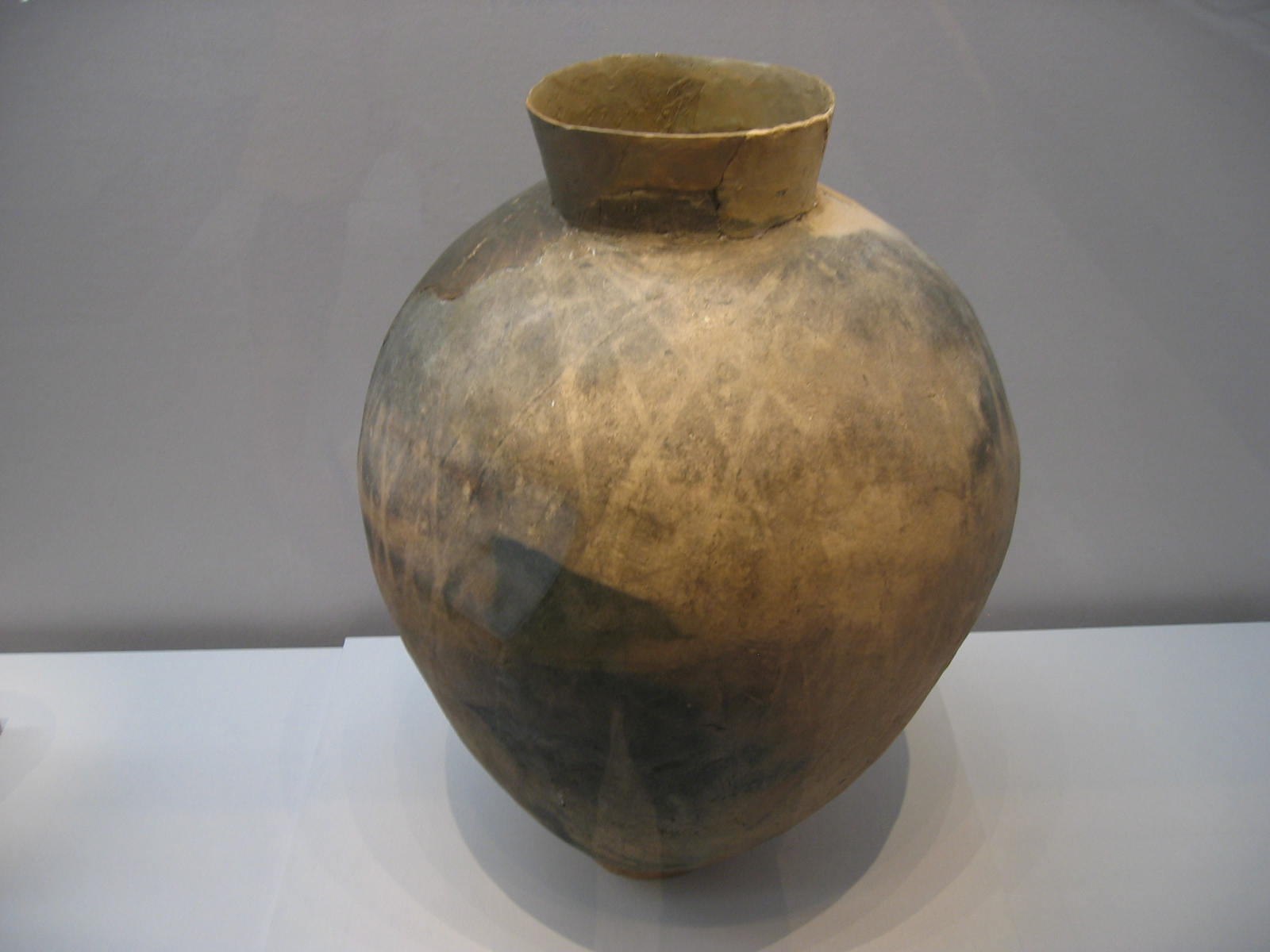
Grande vaso. Periodo Mumun medio (VIII secolo a.C.), trovato a Daepyeong. Museo nazionale della Corea

- L'età del ferro comincia in Corea verso il 300 a.C. e anche un po' prima, con l'invasione dell'antico Joseon da parte dello Stato di Yan, dopo la Cina lungo il corso del Tumen. Un vasellame, spesso a collo alto, appare con un decoro ridotto a una semplice fascia sul labbro. Quando la fascia è di sezione rotonda il vaso è anch'esso rotondo, e quando la sezione della fascia è un triangolo, il vaso è di forma triangolare. Questo tipo di vasellame sembra accompagnare lo spostamento delle popolazioni dell'antico Joseon, e scompare verso il III secolo della nostra era nelle regioni di Hoseo e di Honam.

### Tre Regni

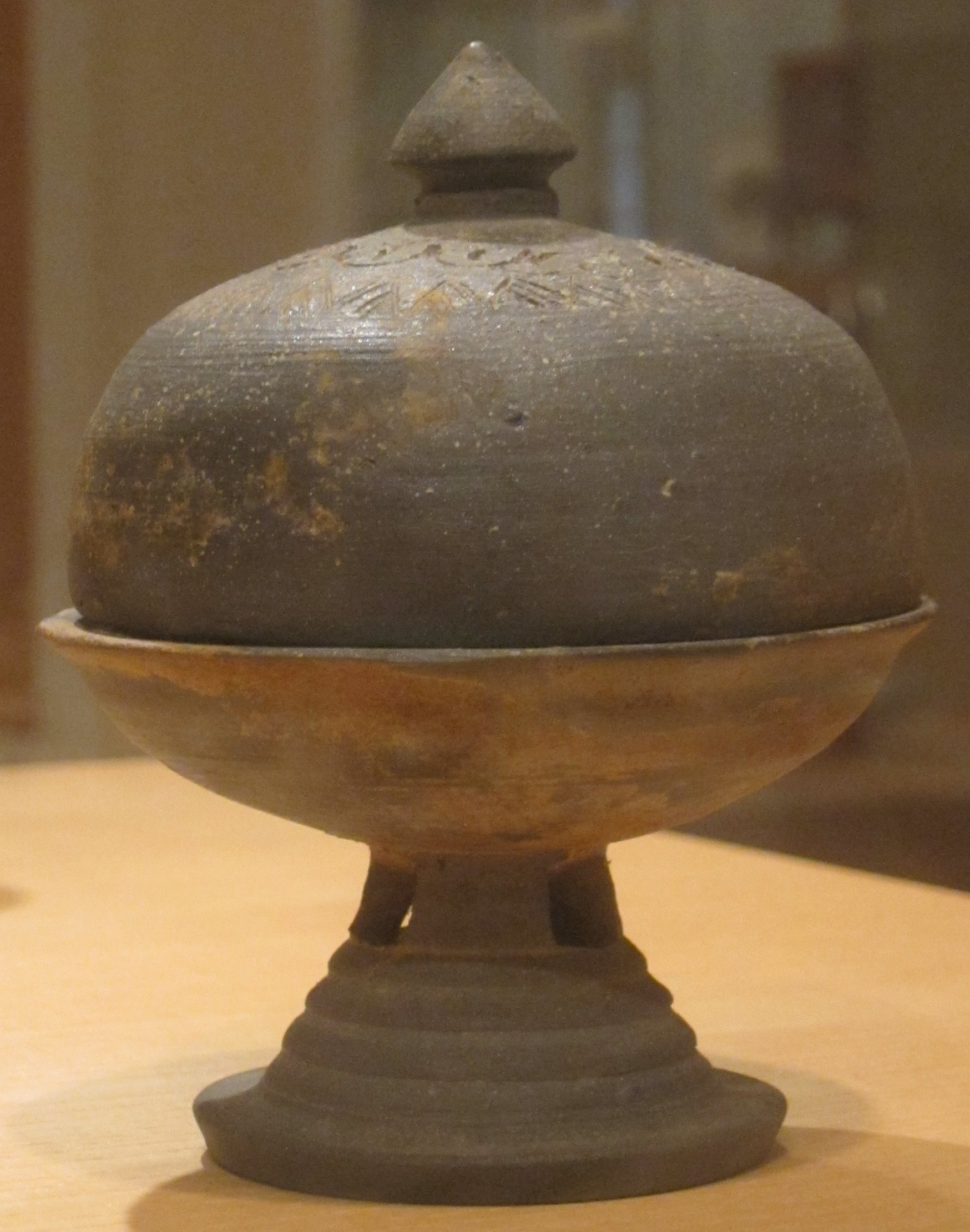
Vassoio con coperchio su piede traforato. Grès con decoro inciso e scolpito. Periodo dei Tre Regni. V o VI secolo a.C. Honolulu Museum of Art
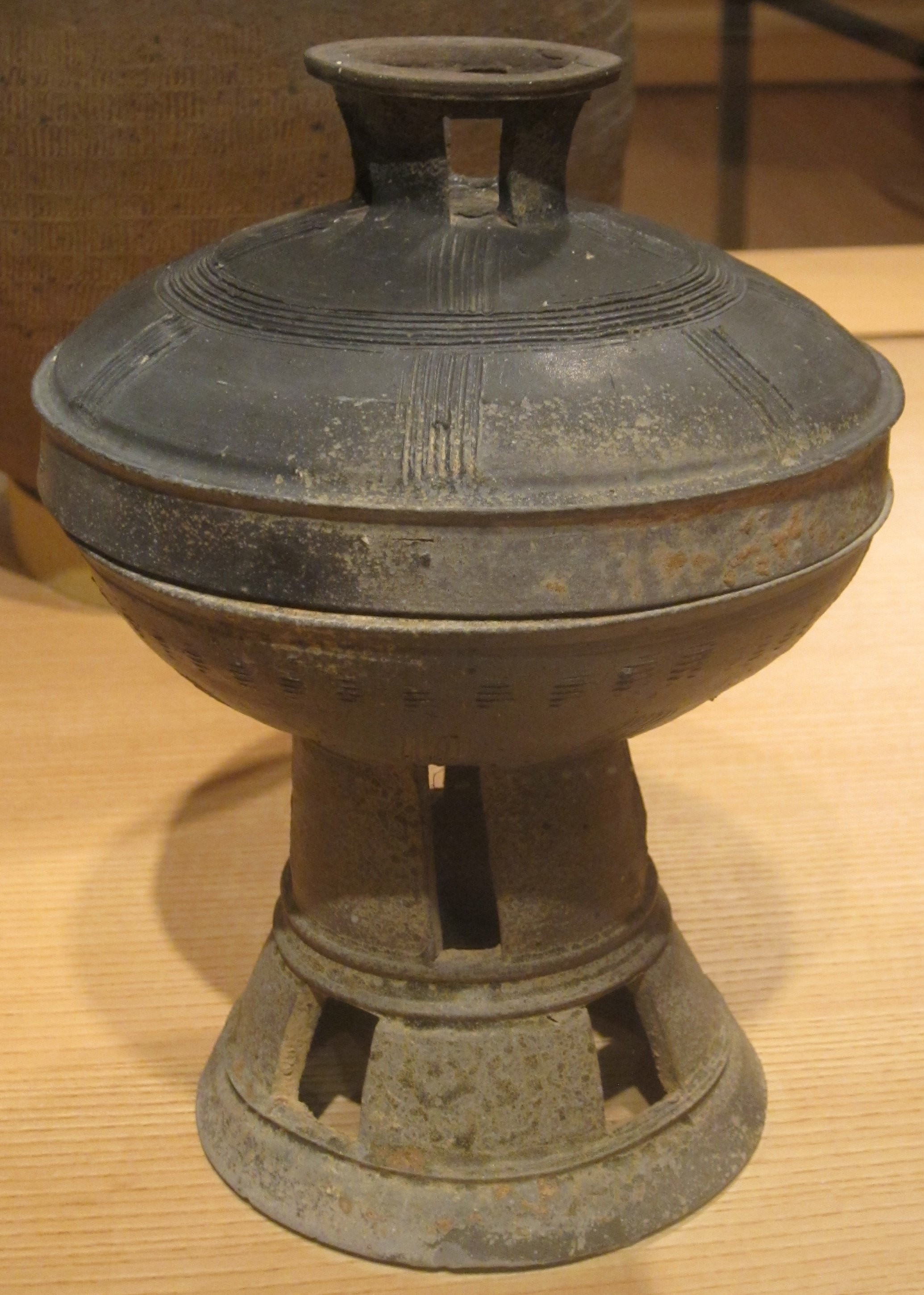
Vaso con coperchio su piede traforato. Grès. Periodo dei Tre Regni. V o VI secolo a.C. Honolulu Museum of Art
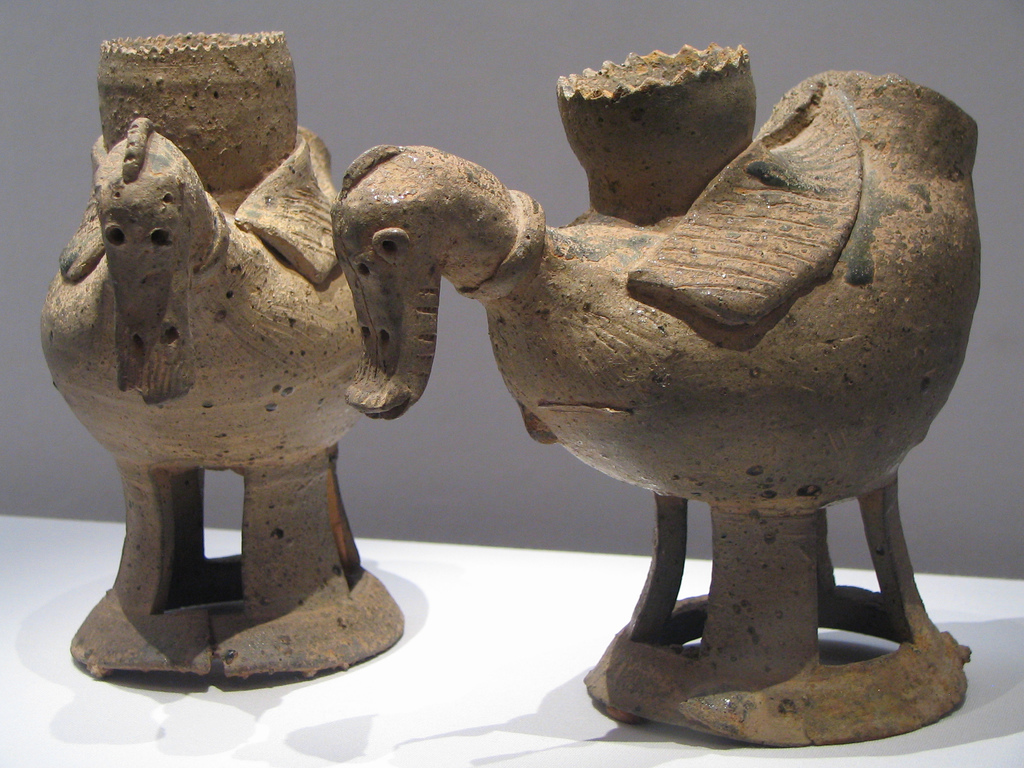
Recipiente a forma di oca con le zampe che fungono da piede traforato. Grès. Confederazione di Gaya, V o VI secolo a.C. Museo nazionale della Corea
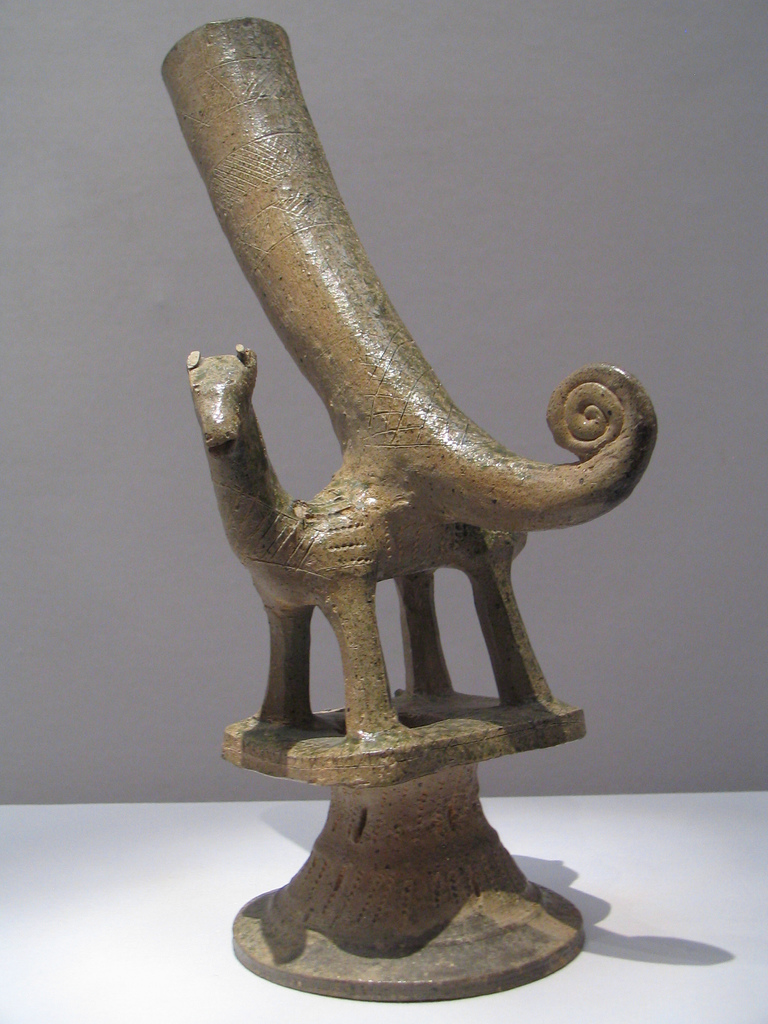
Coppa modellata e cesellata, a forma di corno su un animale che si tiene su un piede traforato. Grès. Gaya, V o VI secolo a.C. Museo nazionale della Corea
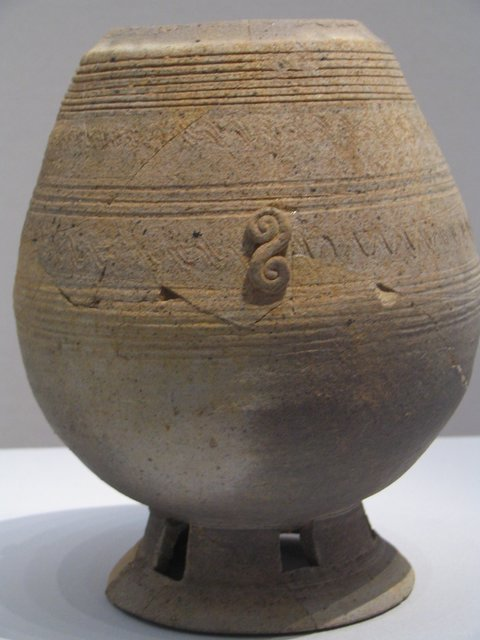
Giara su piede traforato. Grès inciso con decoro in rilievo applicato. Gaya, V o VI secolo a.C. Museo nazionale della Corea

La ceramica coreana si ispira, all'inizio di questa epoca, alla ceramica cinese, data l'occupazione di una parte del paese a opera della Cina dal 108 a.C. al 313 d.C. Appaiono dunque anche i primi forni elaborati alla maniera dei cinesi, forse al più tardi verso il III d.C.. A partire dal VII le temperature di cottura raggiungono i 1000 °C, il che permette di produrre una ceramica ad alta temperatura dal corpo duro, leggero e resistente, rivestito di una vetrina verde all'ossido di rame.
I Tre Regni di Corea (57 a.C. - 668 d.C.), chiamati Silla, Goguryeo e Baekje, favoriscono il rinnovamento della ceramica coreana. Ceramiche grossolane per uso domestico furono prodotte in numerosi forni. Al tempo stesso, un certo numero di statue molto elaborate di personaggi reali, di guardiani e di cavalli, analoghi alle statuette della dinastia degli Han in Cina, furono fabbricati per uso domestico, per i santuari votivi imperiali, e anche al fine di servire da scorta ai morti nelle tombe reali e nelle tombe dei nobili; taluni dei pezzi di quest'epoca furono torniti con l'aiuto di un tornio da vasaio, mentre altri erano fabbricati semplicemente secondo la tecnica della ceramica a colombino.

### Regno di Silla

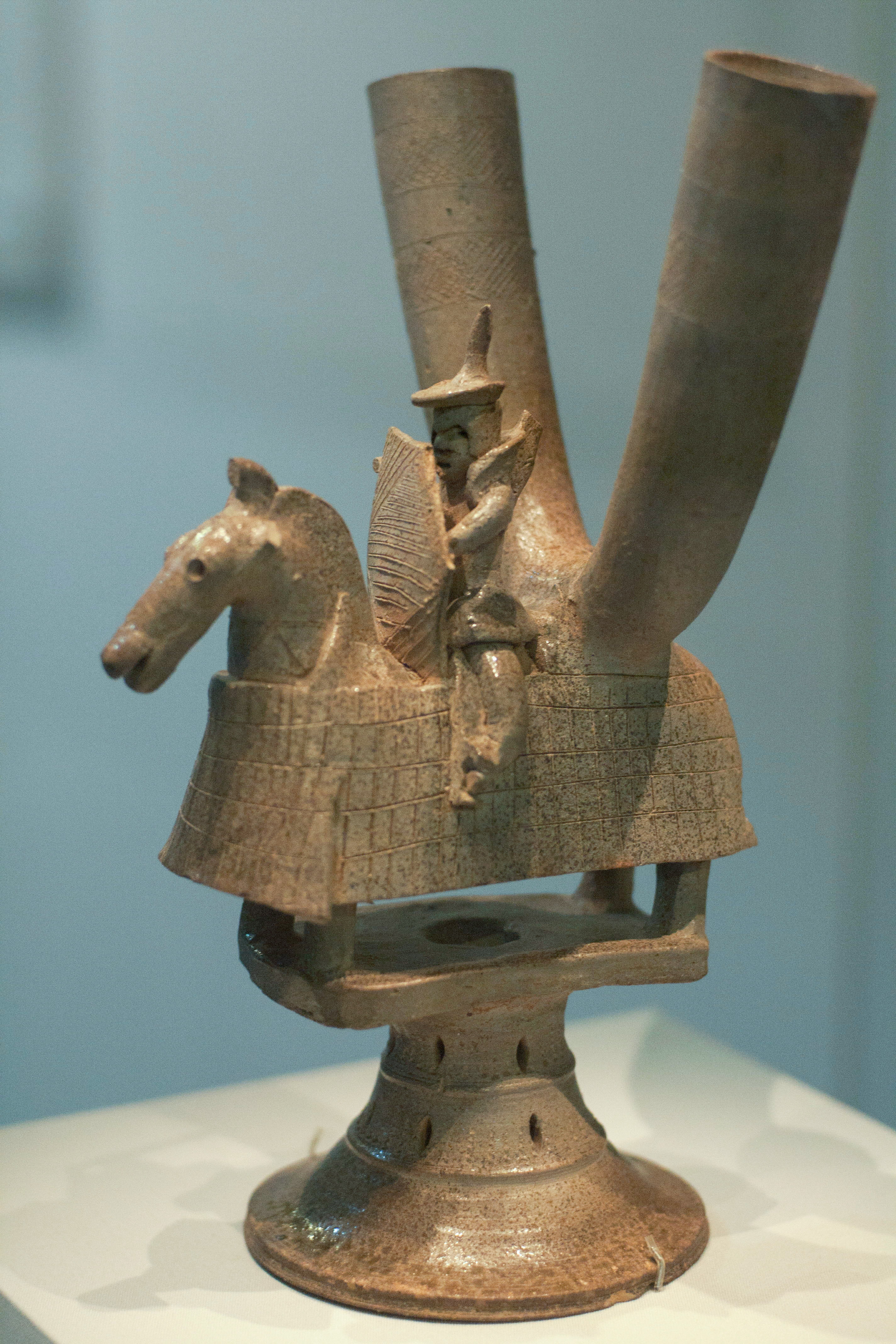
Doppia coppa da vino su piede traforato. Cavaliere armato. H. 23 cm. Grès, V-VI secolo. Confederazione di Gaya, epoca dei Tre Regni. Museo nazionale di Gyeongju
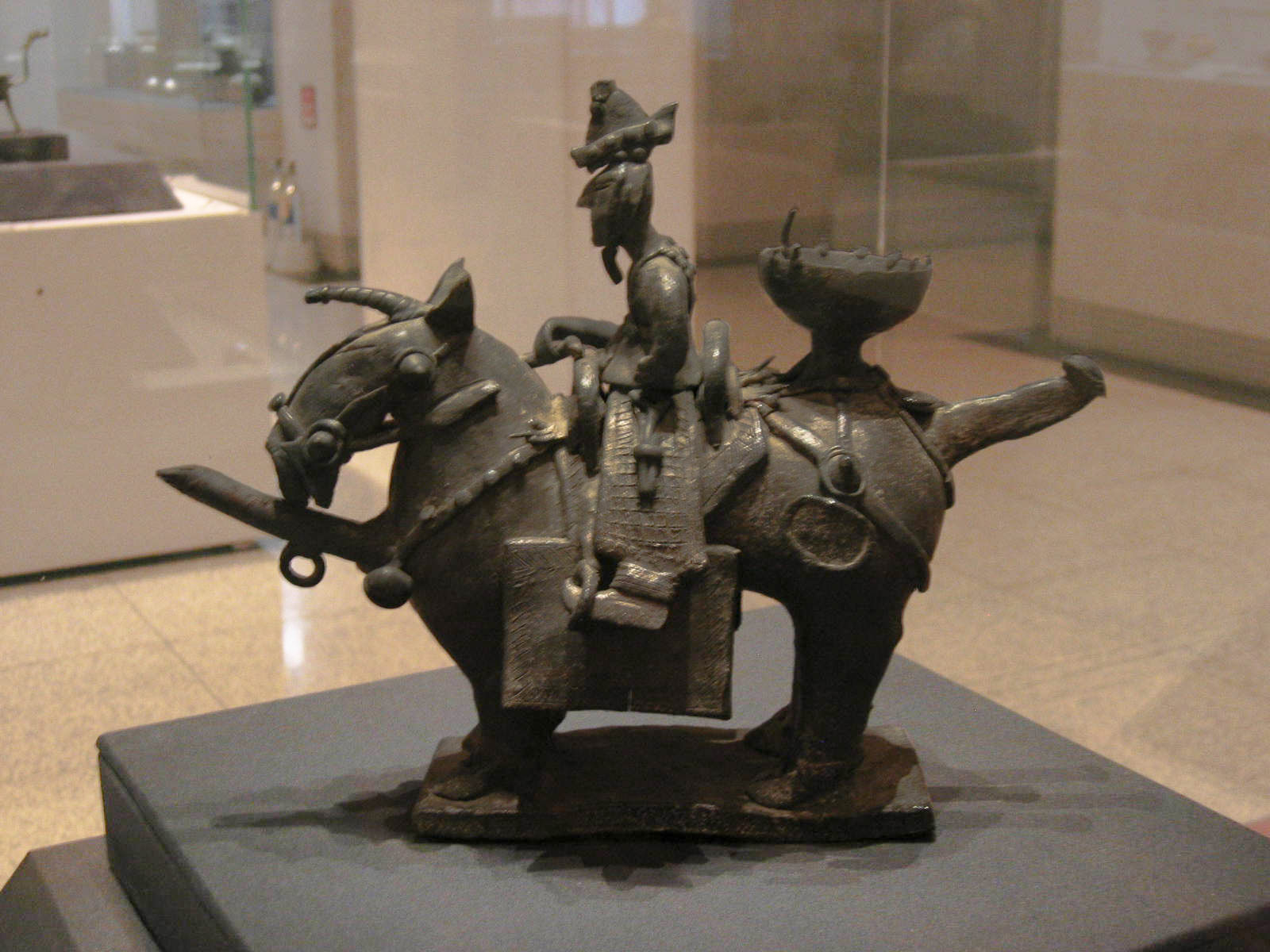
Vaso e figurina applicata: cavaliere armato. Grès, H. 23 cm. Regno di Silla. Tesoro nazionale, Museo nazionale della Corea
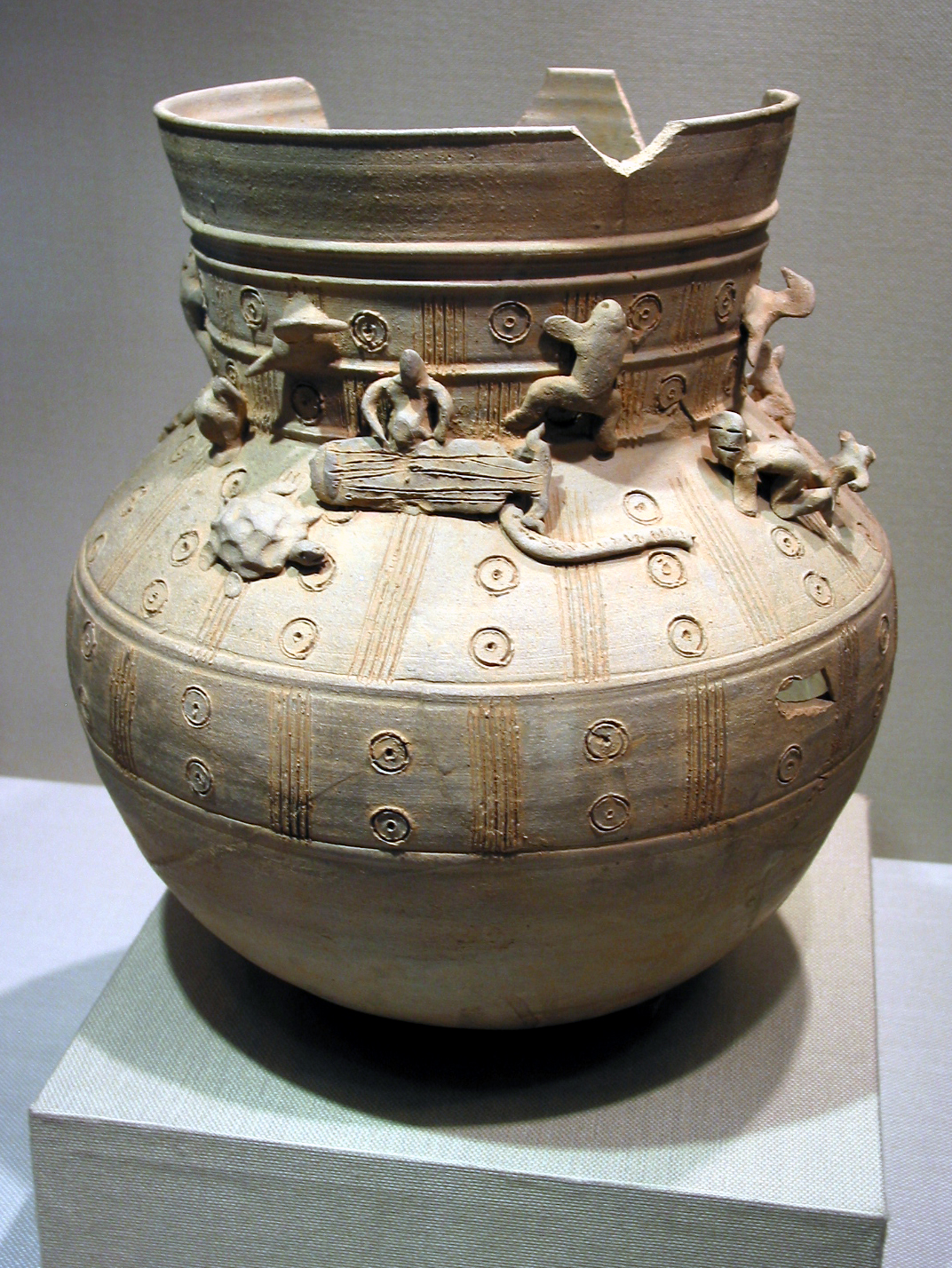
Urna funeraria con decoro inciso e personaggi modellati, applicati. Grès. Regno di Silla. Tesoro nazionale, Museo nazionale di Gyeongju
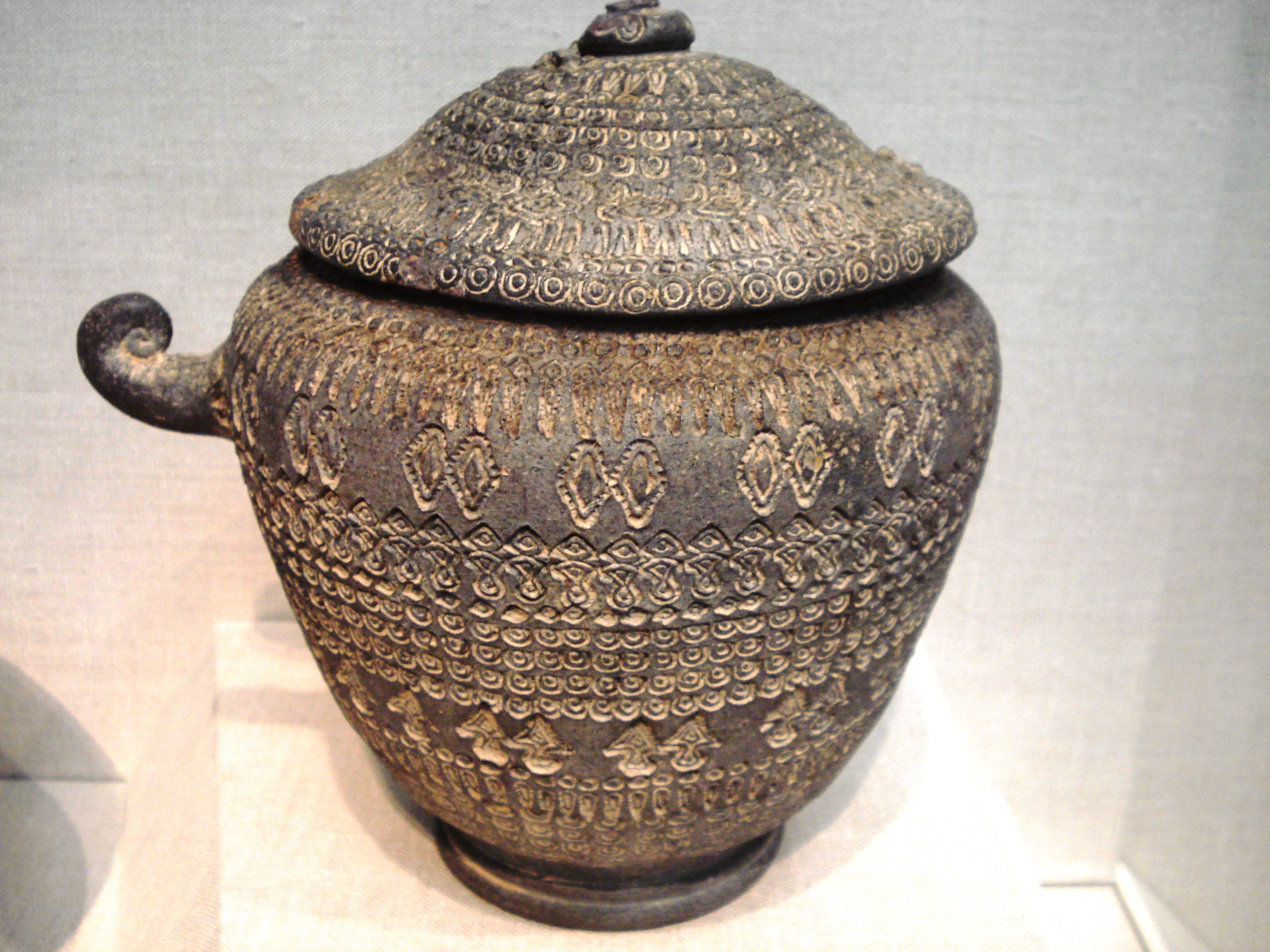
Giara con coperchio con decoro stampato. Grès, H. 19,7 cm. Silla unificato, inizio VIII secolo. Freer Gallery of Art
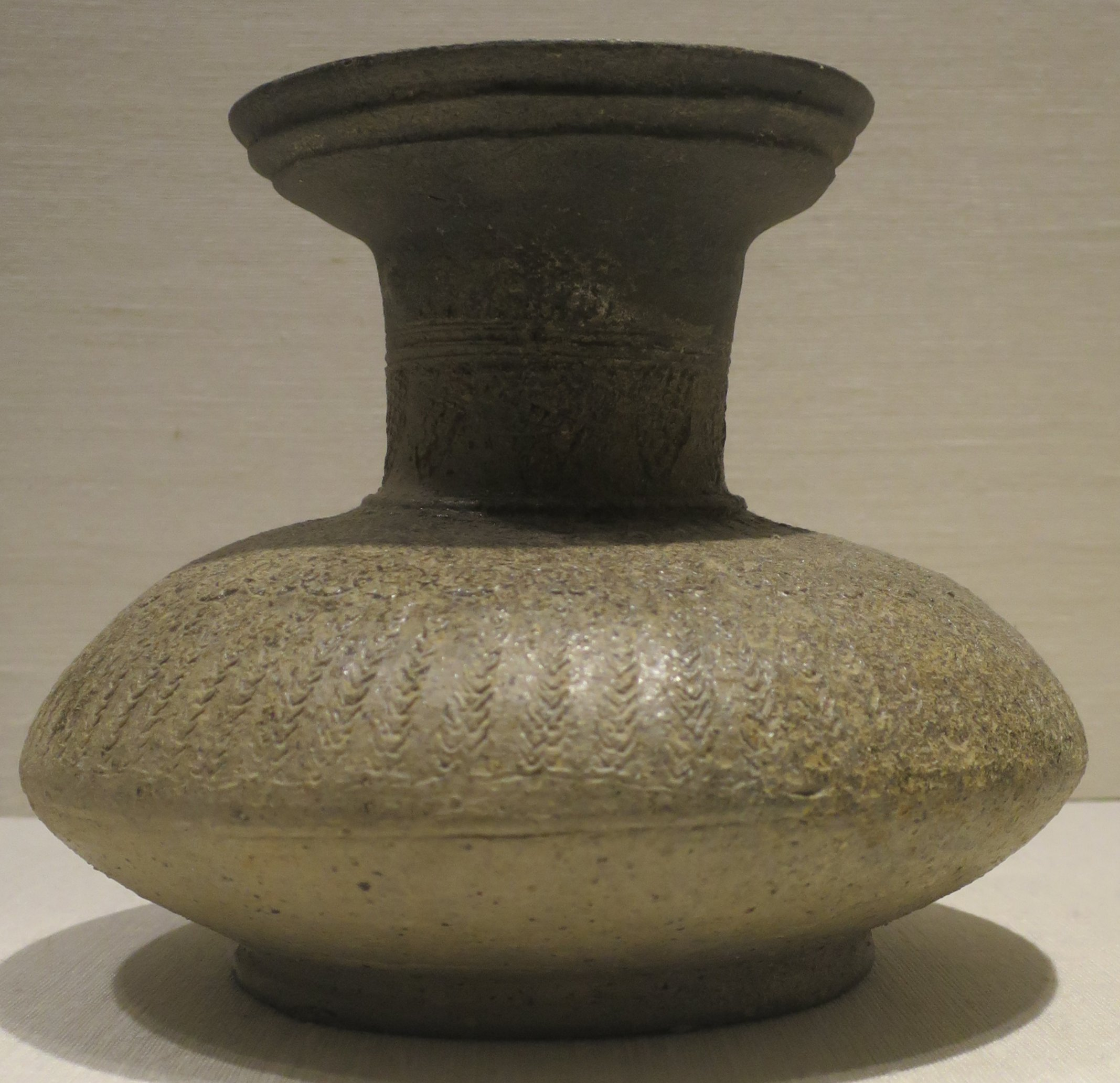
Giara a collo alto con decoro stampato. Grès, H. 16 cm. Silla unificato, VIII secolo. Dayton Art Institute

Durante il periodo Silla unificato (668–935), la ceramica era di forma, stile e colore semplici.
I forni di quest'epoca erano in concorrenza con le ceramiche cinesi. I maestri della ceramica coreana decisero di distinguere la porcellana baekja, ossia la porcellana bianca della Corea, rispetto alle importazioni di porcellana cinese, conservando la semplicità dei motivi, non appena i problemi pratici legati all'ottenimento di una vetrina di un bianco puro fossero stati risolti. Di fatto, datazioni di vetrine risalenti a questa epoca hanno rivelato celadon, o ancora una patina avente l'aspetto della giada, sotto la vetrina pianta.

### Dinastia Goryeo

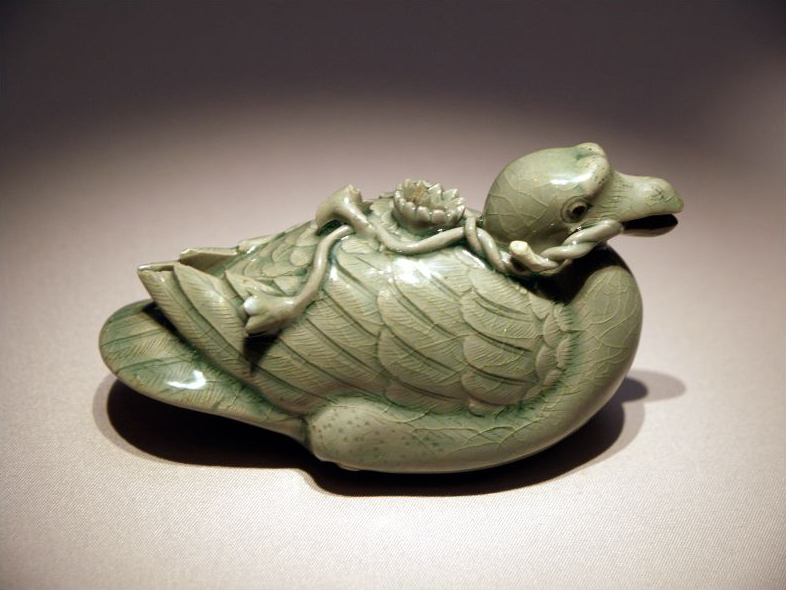
Brucia-profumo in celadon, della dinastia Goryeo. Museo nazionale della Corea
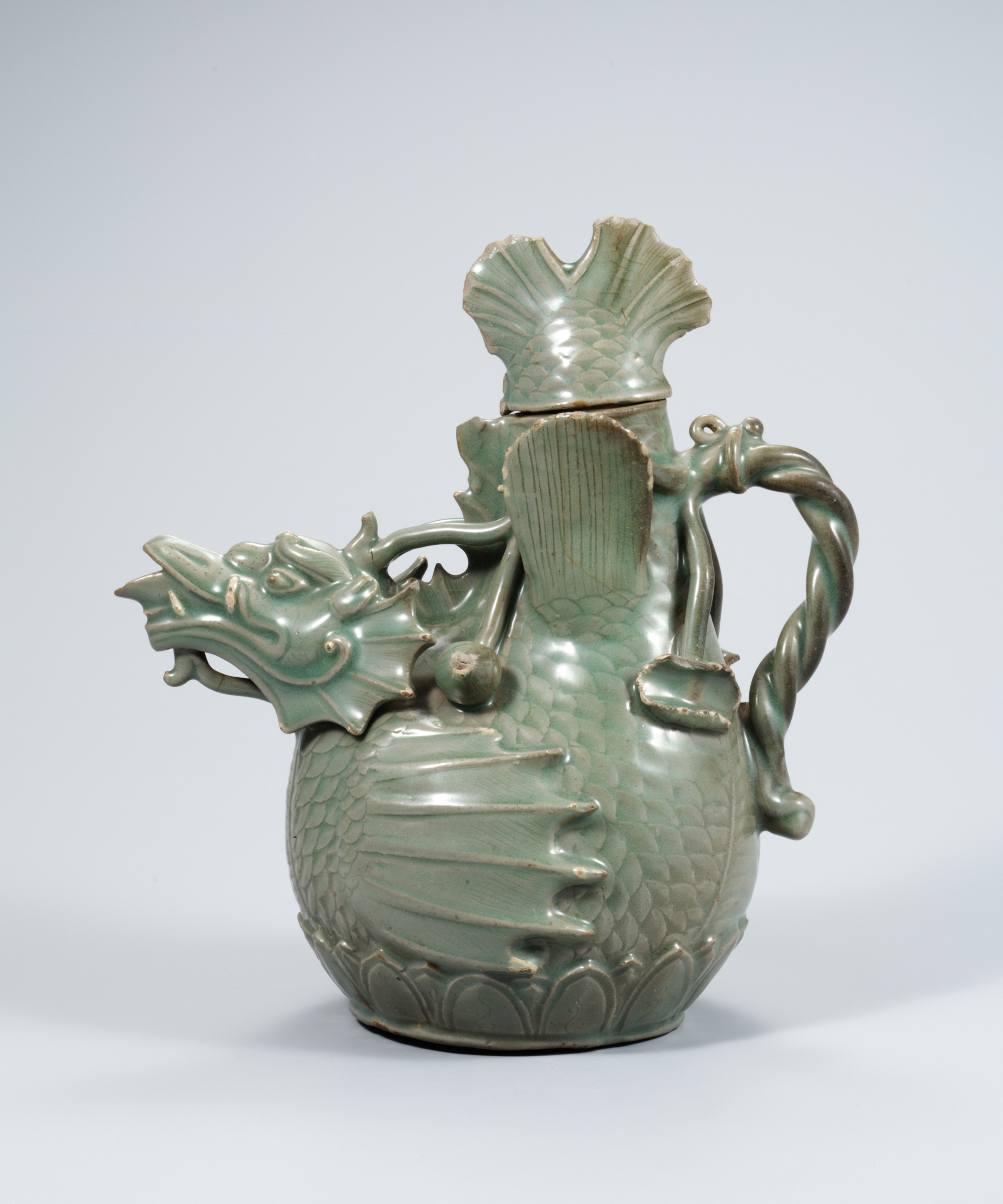
Caraffa a forma di drago. Celadon, epoca Goryeo, XII secolo. Museo nazionale della Corea
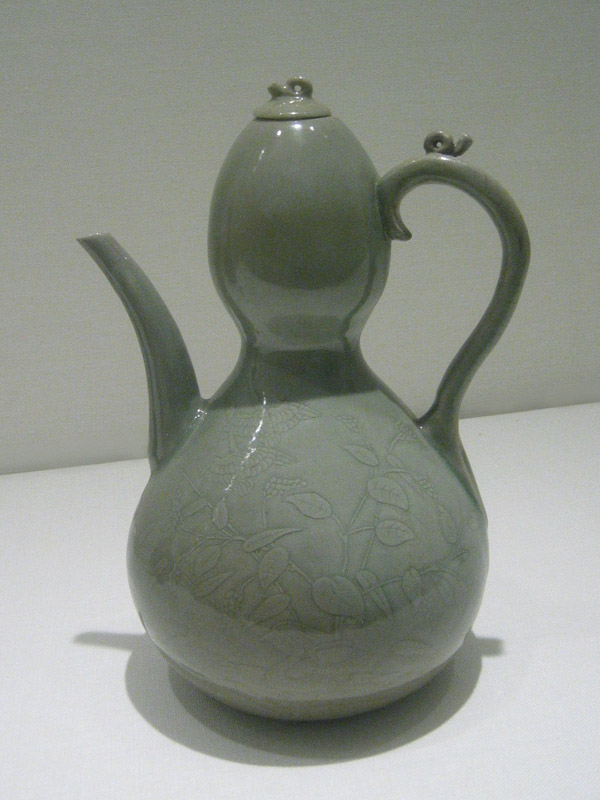
Caraffa / doppia borraccia: uccelli acquatici selvatici e canne. Grès con decoro scolpito e inciso sotto coperta celadon. H. 26,7 cm. Inizio XII secolo. Met
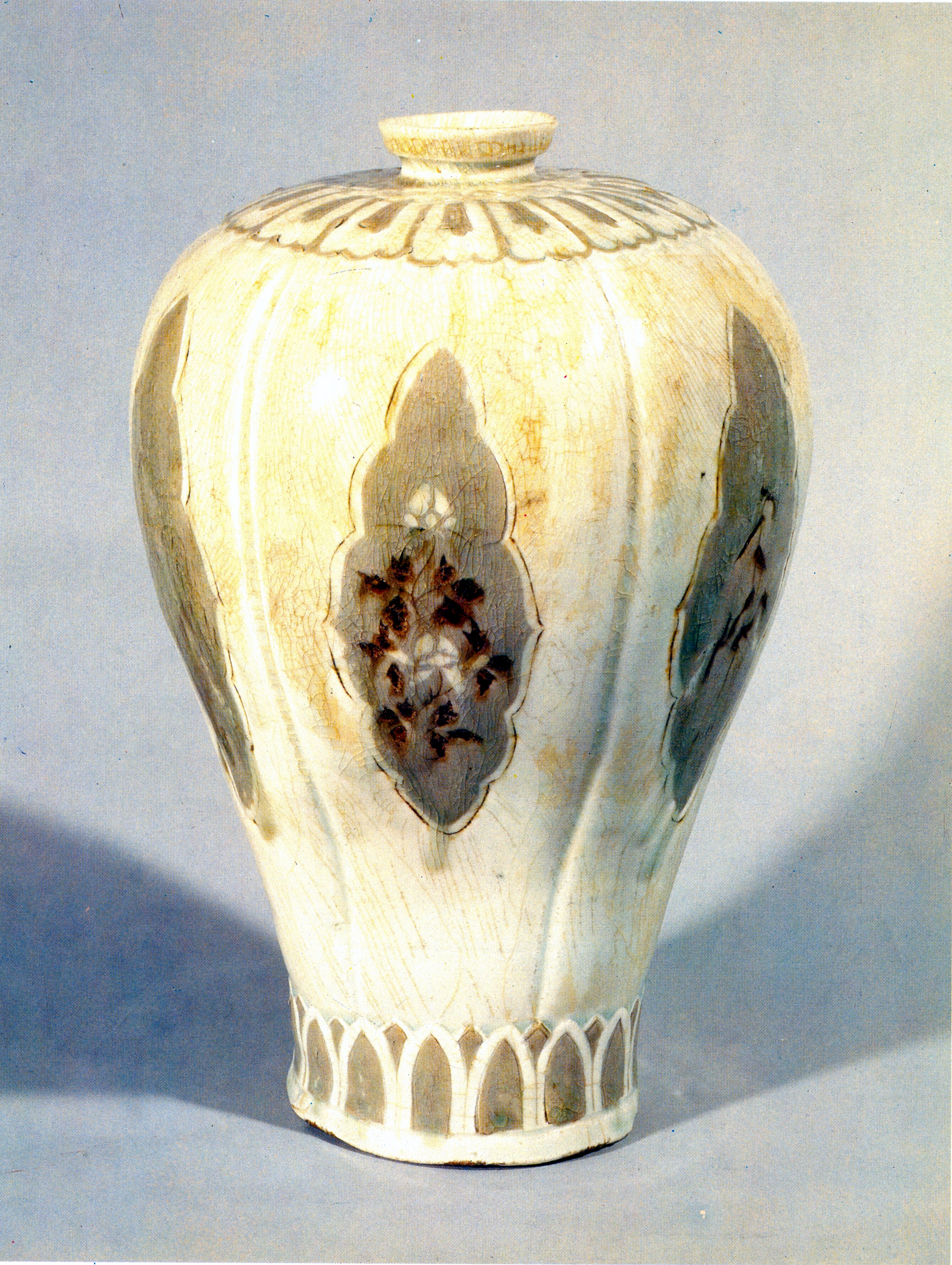
Vaso maebyeong. Porcellana bianca con 6 decori incrostati. Faccia dei prugni in fiore. H. 29,2 cm. Goryeo, XII secolo. Museo nazionale della Corea
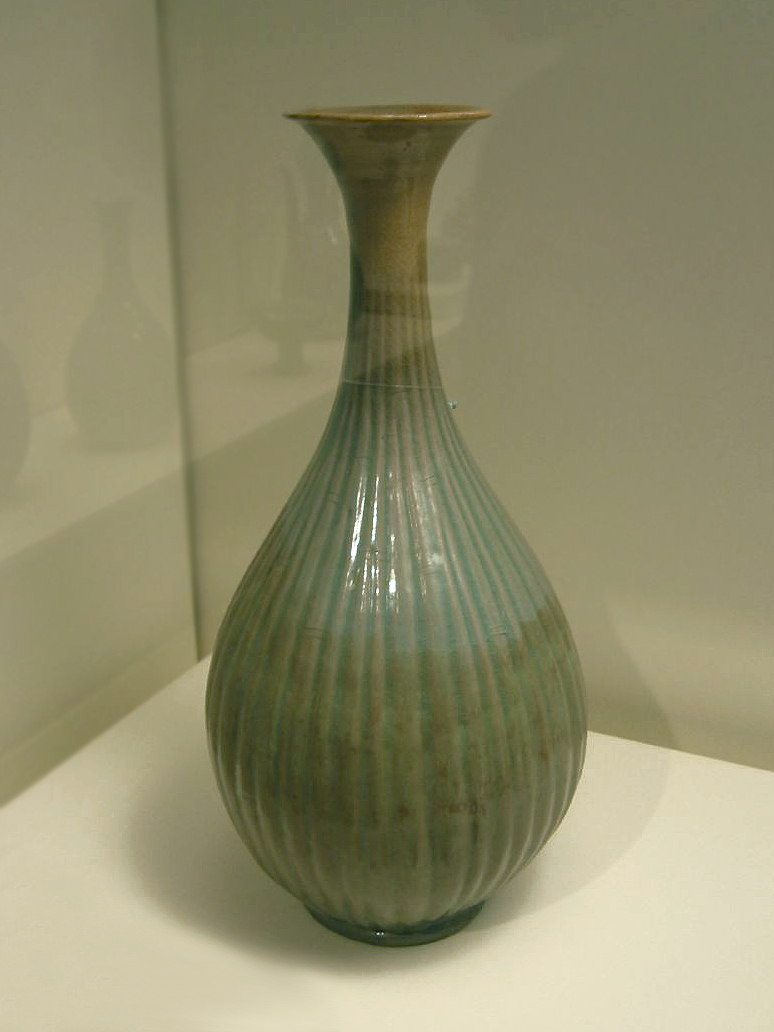
Boccetta con decoro scanalato e inciso sotto coperta celadon. Epoca Goryeo (1150-1200). Museo di arte asiatica di San Francisco
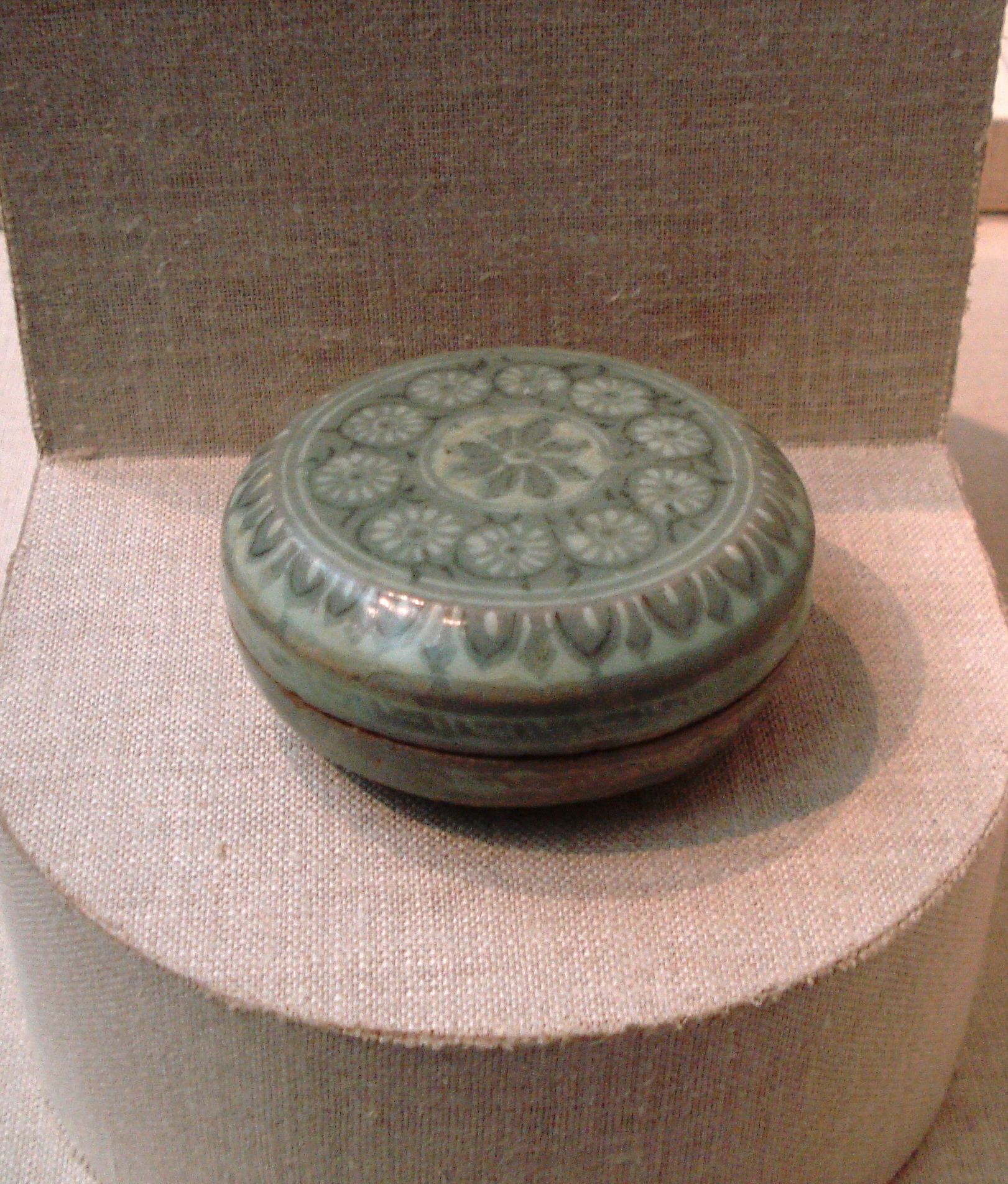
Astuccio da trucco con decoro di rosette e bordo di loto, XIII secolo. Barbottina bianca e nera sotto coperta celadon. Goryeo. Freer Gallery of Art
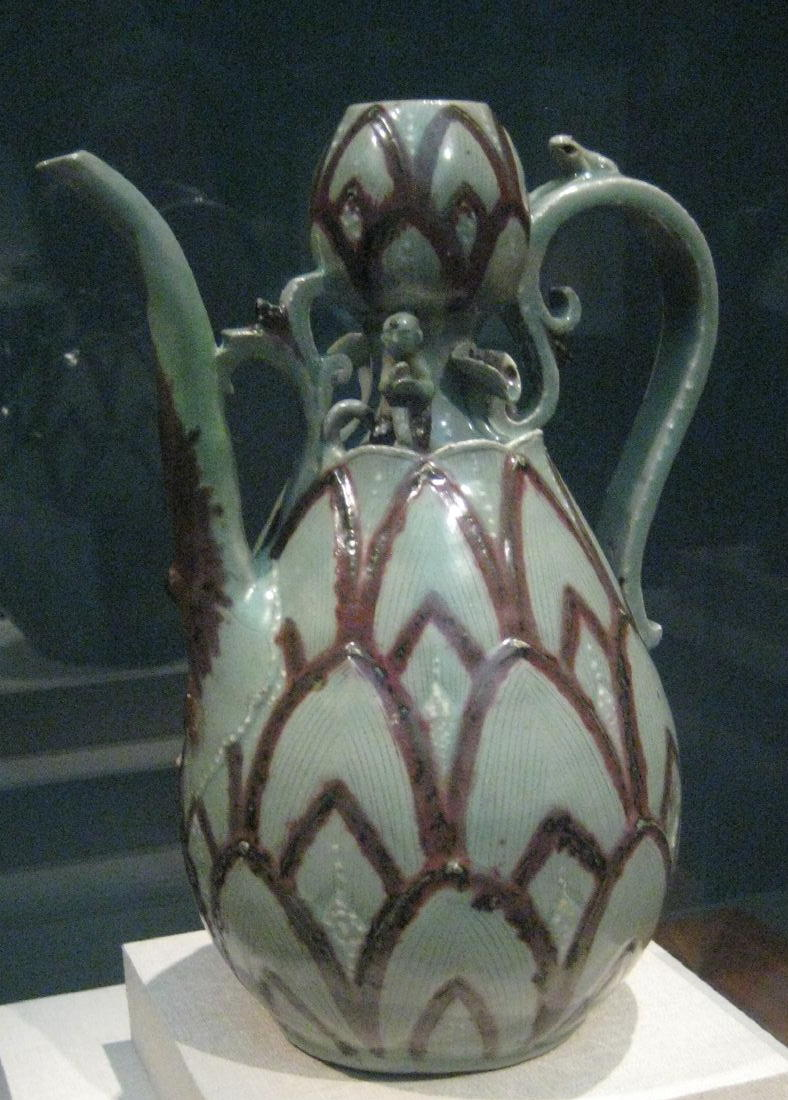
Caraffa da alcol. Bambino inginocchiato vicino al collo. Ossido di rame e decoro inciso sotto coperta celadon. H. 30,5 cm. Goryeo, v. 1250. Freer

La dinastia Goryeo (918 - 1392) realizzò l'unificazione dei Tre Regni Posteriori, sotto il regno del re Taejo. Le opere di quest'epoca sono considerate da alcuni come le più belle opere di piccole dimensioni della ceramica coreana.
L'arte della ceramica produsse allora pezzi di celadon raffinati, che sorprendono tanto per la loro complessità, per alcuni, che per la loro moderna semplicità, per altri. Il celadon è una vetrina (uno smalto, una coperta) apposta su un grès, e il cui colore è un verde o blu-verde più o meno grigio, che richiama certi colori della giada. È dunque necessario praticare due cotture: la prima per il grès, e la seconda dopo aver posato questa vetrina.
È durante questo periodo che si svilupparono i motivi incrostati, i pesci e gli insetti stilizzati, i pannelli ellittici, le decorazioni floreali o geometriche, o ancora i motivi del fogliame. Le vetrine dei celadon erano in generale di vari colori, andando da un colore bruno a vetrine praticamente nere. Le vetrine del celadon potevano essere rese praticamente trasparenti, per valorizzare le incrostazioni nere e bianche. I motivi incrostati erano prodotti incidendo la pasta, poi incavandola prima di riempire il vuoto così creato mediante l'argilla scelta. Si usavano in questo lavoro argilla bianca e nera, poi una coperta celadon o grigio-blu. I motivi con decori incrostati sono i più rappresentativi della ceramica Goryeo.
Le forme che si vedono in generale sono bottiglie con la spalla, grandi ciotole basse, o ciotole più piccole e di scarsa profondità, astucci per il trucco molto elaborati, o piccole coppe incrostate; ma la ceramica buddhista ha anche prodotto vasi larghi, coppe con crisantemi che sono spesso di un'architettura spettacolare, sul loro zoccolo, con i loro motivi di fiori di loto. Sono state ugualmente trovate ciotole per elemosine con il bordo incurvato. Le coppe per bere il vino sono spesso provviste di un lungo piede, per essere posate su un ricettacolo a forma di vassoio.

### Dinastia Joseon
Tutto questo periodo Joseon (dal 1392 al 1910) fu l'età d'oro della ceramica coreana, nel corso della quale ebbe luogo una lunga crescita della produzione, sia dei forni imperiali sia dei forni provinciali.
Gli stili principali ne erano il celadon, il buncheong, la porcellana bianca, la porcellana «blu e bianca».

L'influenza dell'ideale confuciano si tradusse in una ricerca di uno stile più semplice, più depurato di ciò che si trovava in Cina, che fosse sotto i Ming o sotto i Qing. I celadon portano talvolta motivi buddhisti, fiori di loto e salici.

#### Grèsbuncheongeido

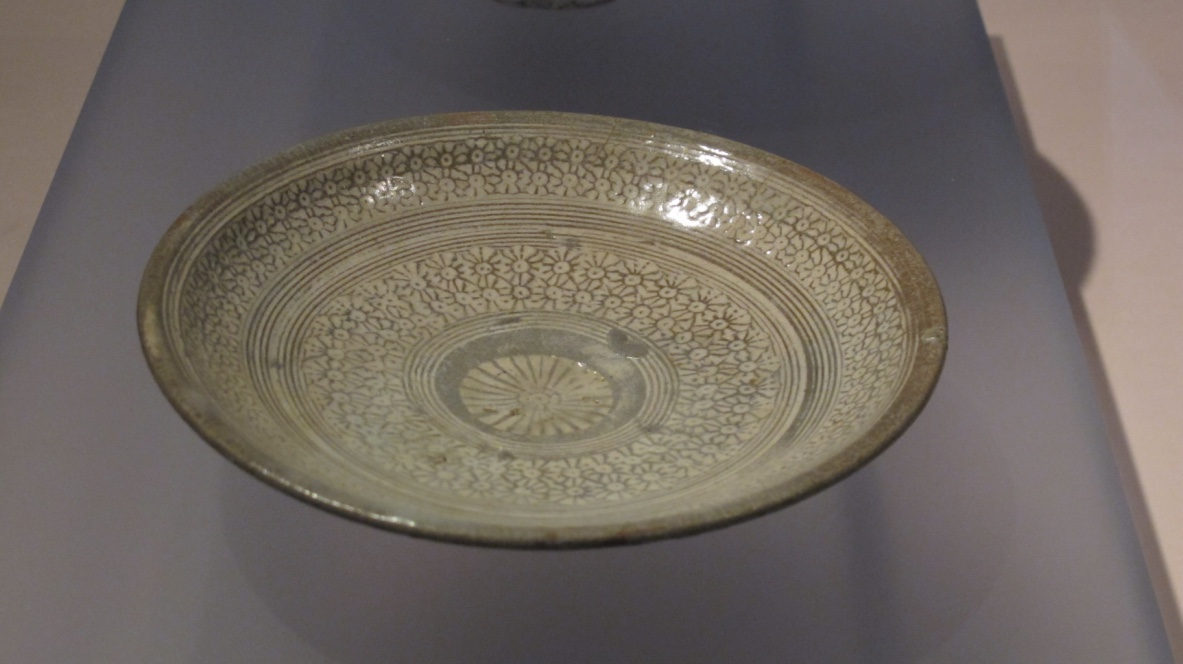
Piatto buncheong. Decoro stampato, barbottina bianca su grès, vetrina trasparente. D. 16,5 cm. Joseon, XV secolo. British Museum
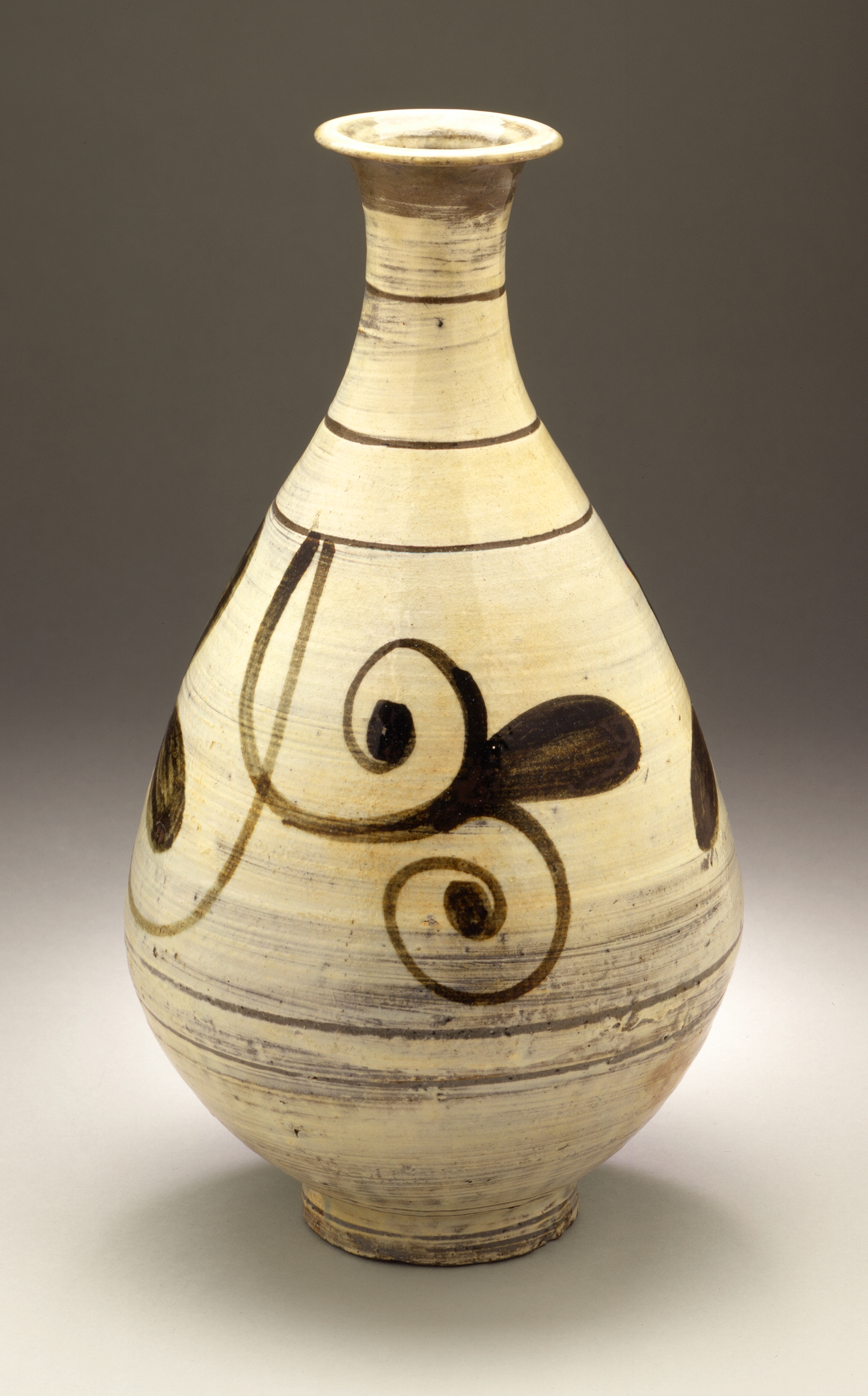
Bottiglia con decoro di fusti frondosi. Grès buncheong, dipinto con barbottina e bruno ferro. XV-inizio XVI secolo. H. 33 cm. LACMA
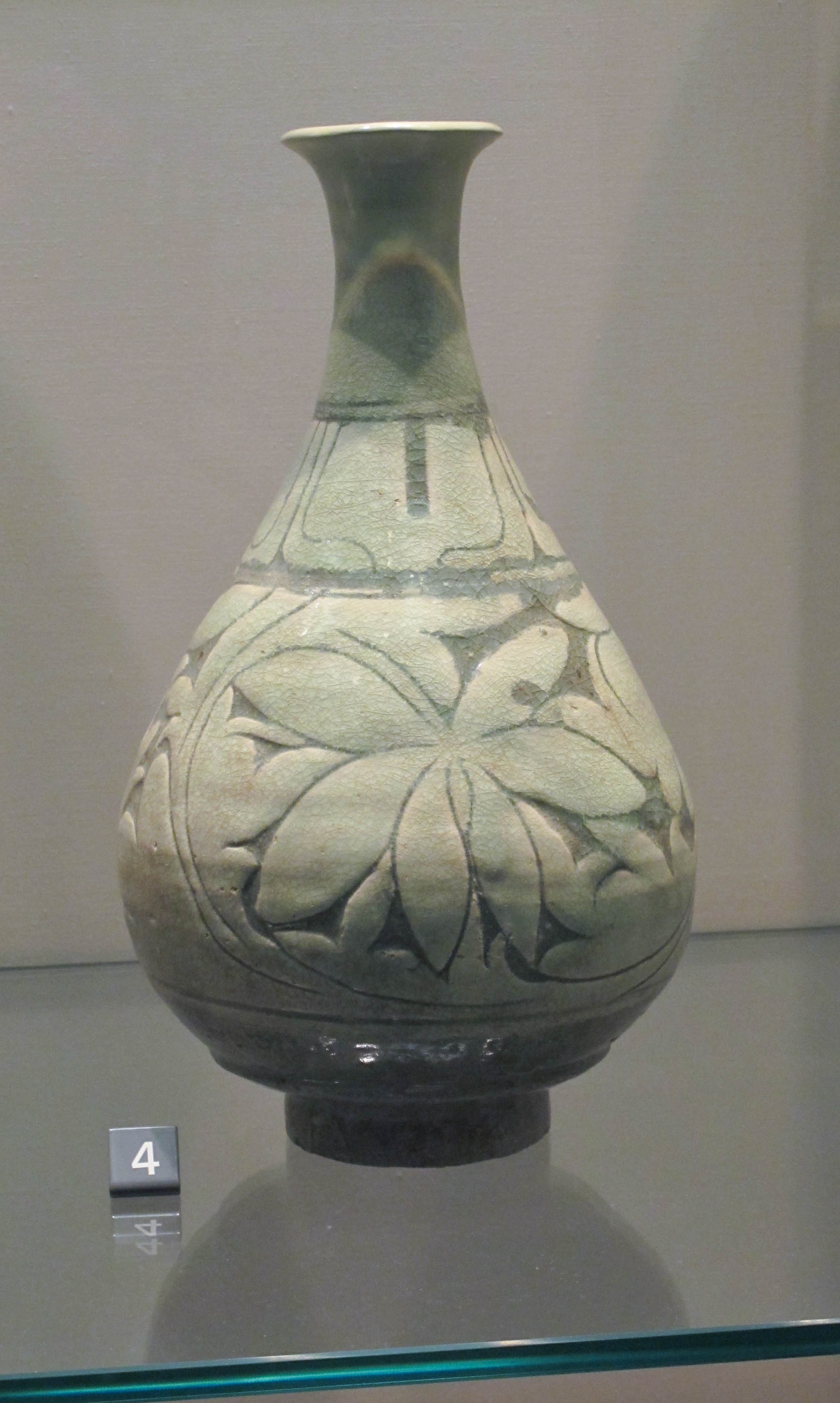
Bottiglia a forma di perla. XV secolo. Grès buncheong, barbottina con pennello incisa-scolpita, vetrina. V & A
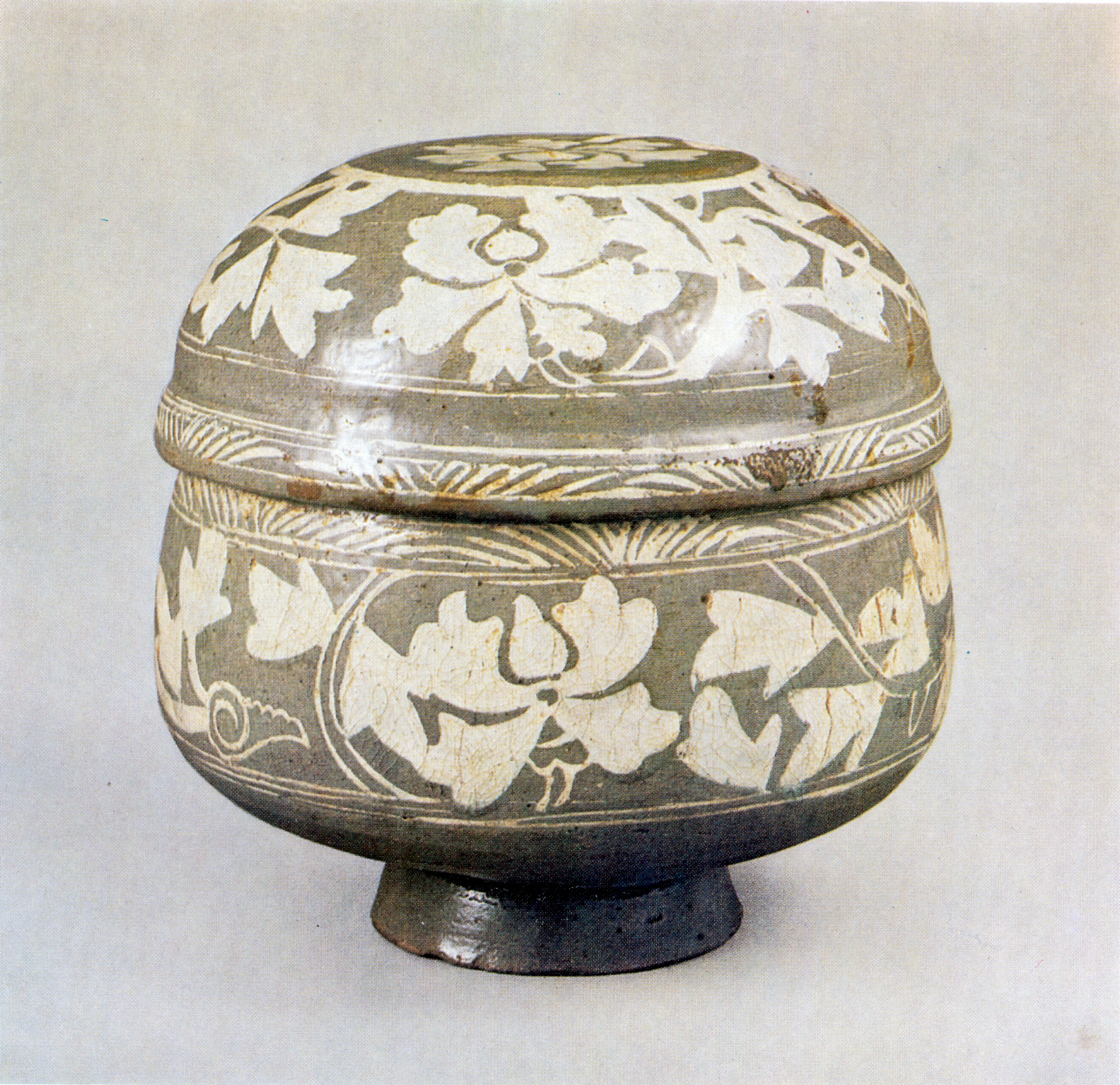
Tazza in grès buncheong con coperchio e decoro di peonie su fondo champlevé. Museo di arte Gansong
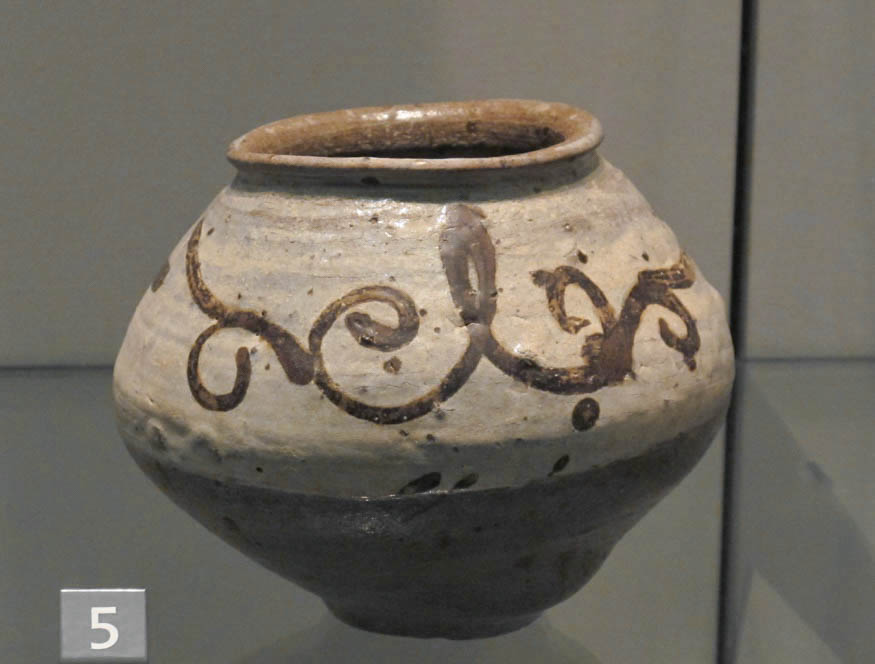
Giara. Grès buncheong, dipinto con la barbottina e con il bruno ferro. 1400-1600[10]. Victoria & Albert Museum
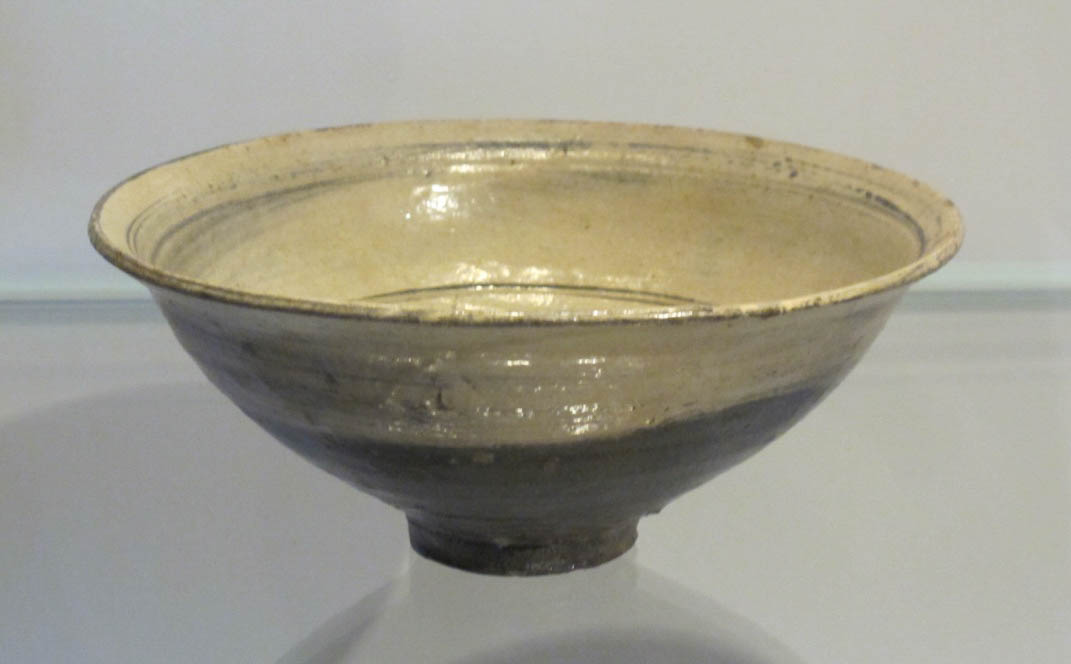
Tazza, grès in stile buncheong inciso, dipinto con un grande tratto di pennello di ingobbio bianco. Joseon, XVI secolo. British Museum
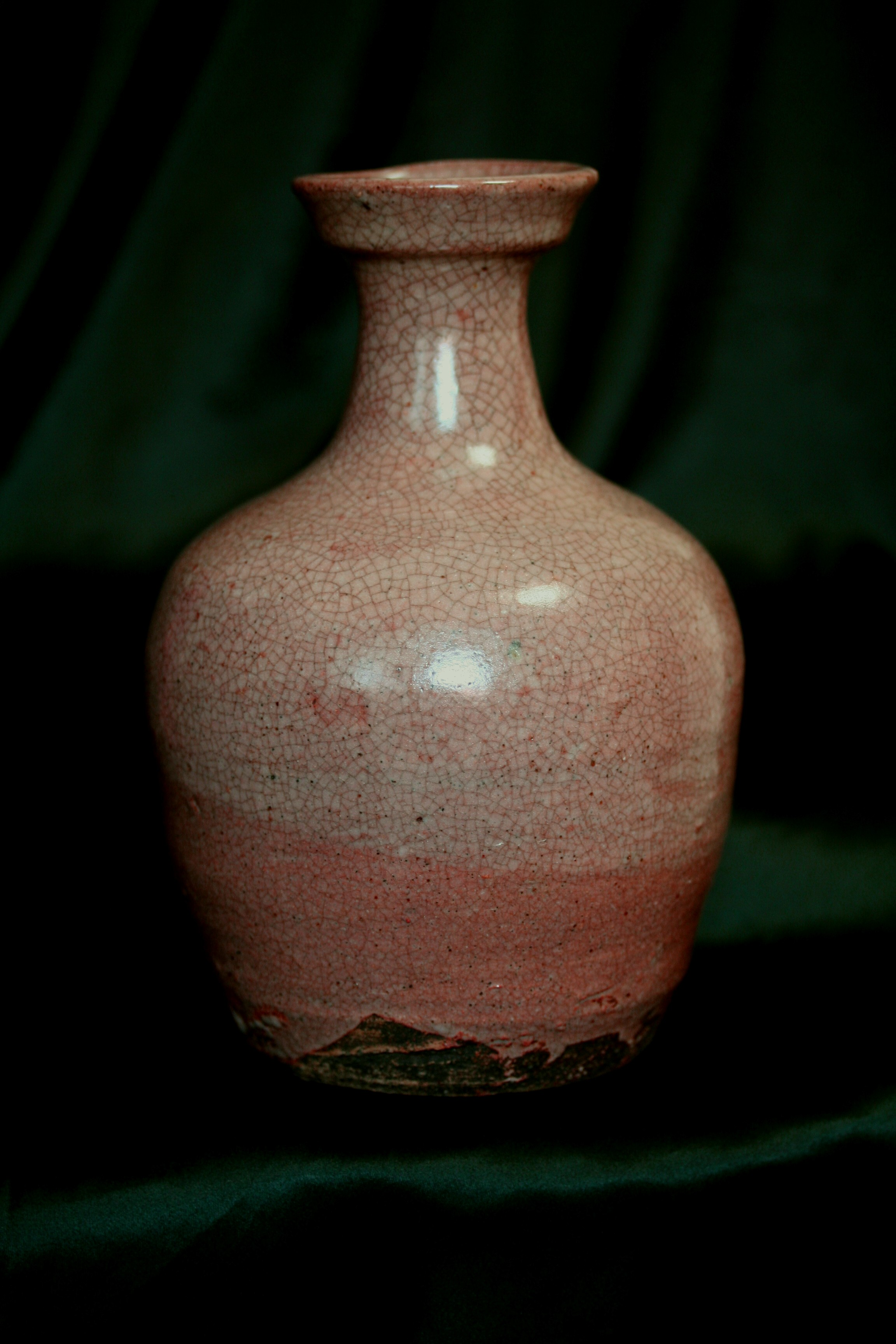
Boccetta per alcol, grès ido. Periodo Joseon. Collezione privata

La ceramica buncheong offre l'occasione di una certa spontaneità e manifesta l'originalità del creatore con mezzi di una grandissima sobrietà. Infatti il grès è rivestito semplicemente di un ingobbio bianco (sotto vetrina) apposto con il pennello o per bagnatura e che lascia il grès in parte scoperto. Su queste ceramiche, quando sono decorate, i motivi decorativi sono sia stampati (gli incavi essendo riempiti di barbottina), sia dipinti con l'aiuto di un pigmento bruno ferro o incisi su un fondo di barbottina. Il che permette effetti naturali nel movimento del pennello, nella colatura dell'ingobbio e nella velocità del tracciato. Le zone di barbottina eventualmente tolte con cura (champlevé, «scolpite» o grattate) non snaturano mai questa espressione di naturale e di velocità / spontaneità che fanno ancora il loro successo. Lo stile appare all'inizio della dinastia Joseon nel XV secolo, sostituendo in gran parte il celadon nell'uso comune. Corrisponde bene a questa dinastia, fondata da un potente gruppo di letterati ed eruditi della sfera confuciana, guidati da princìpi di austerità e di sobrietà. Questa pratica scompare pressoché interamente dopo il XVI secolo, dopo le invasioni del 1592-1597, nel corso delle quali molti forni furono distrutti e i vasai deportati in Giappone.
La presenza forzata di questi vasai coreani in Giappone ha permesso lo sviluppo della ceramica associata alla cerimonia del tè (in particolare lo stile hagi-yaki) in Giappone. I primi grès ido sarebbero stati, secondo una tradizione giapponese, realizzati in Giappone dai vasai coreani all'inizio del XVII secolo, servendo da modello ai grès giapponesi di tipo hagi.

#### Porcellana bianca

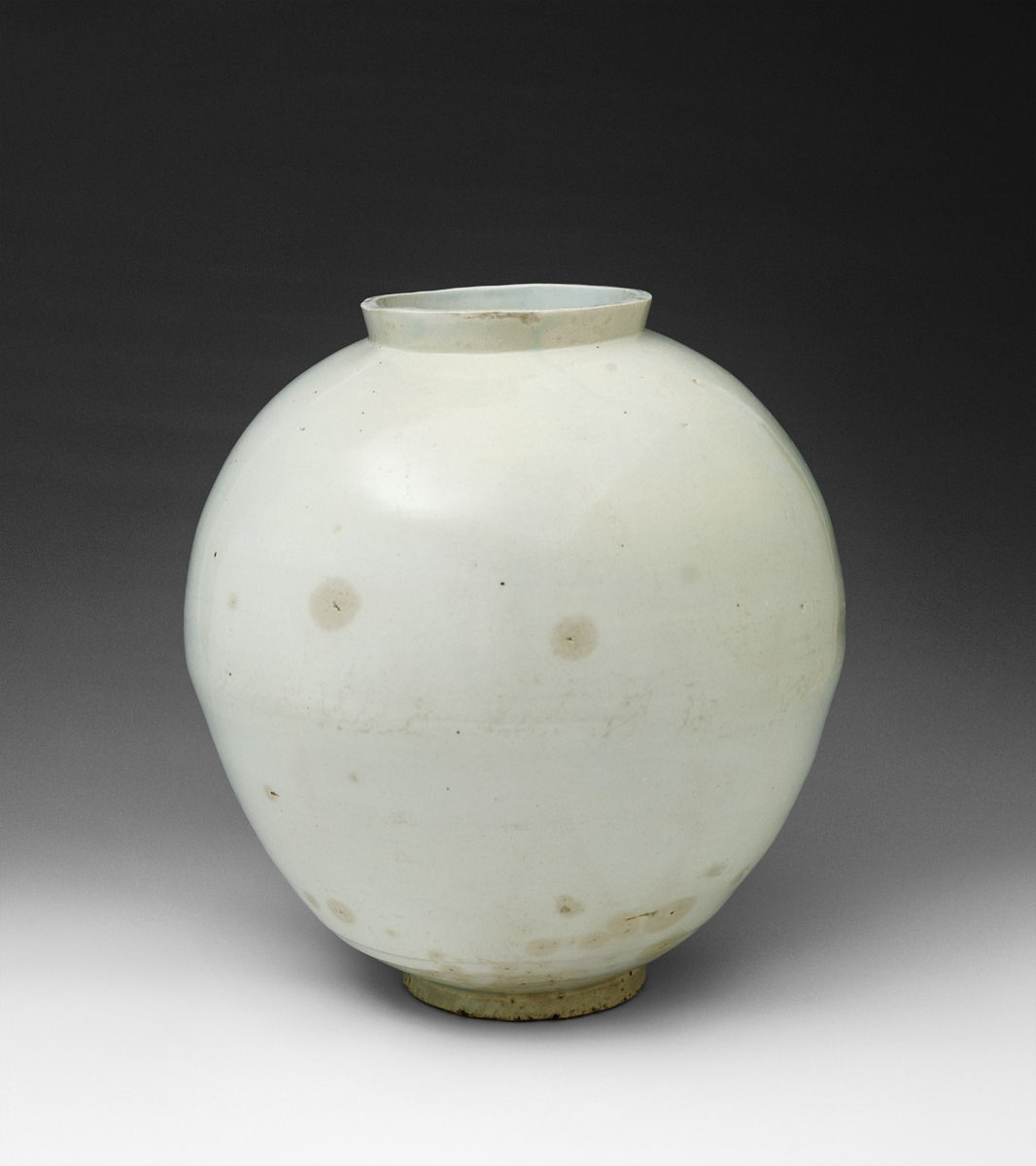
Giara di luna. Porcellana bianca, H. 36,8 cm. Joseon, v. 1700. Birmingham Museum of Art, Alabama, Stati Uniti
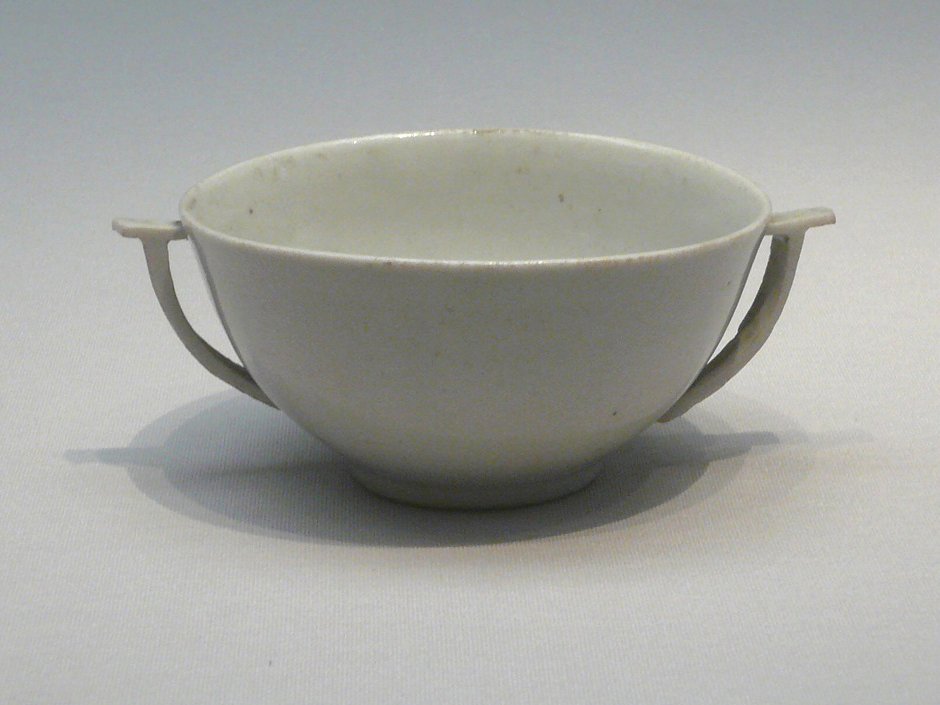
Coppa da vino in porcellana bianca del periodo Joseon. Museo nazionale della Corea
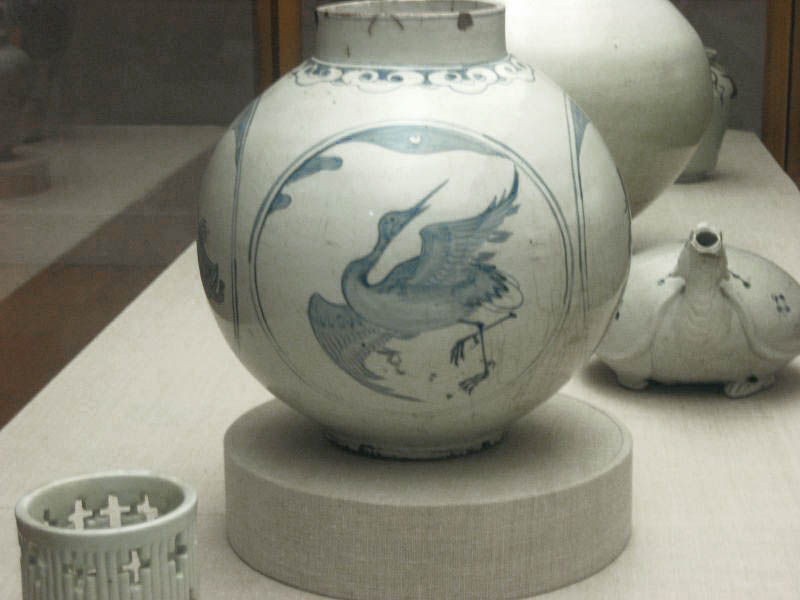
Giara con gru. Porcellana bianca con decoro dipinto in blu sotto coperta. H. 30 cm. Periodo Joseon, fine XVIII secolo. Museum of Fine Arts (Boston)
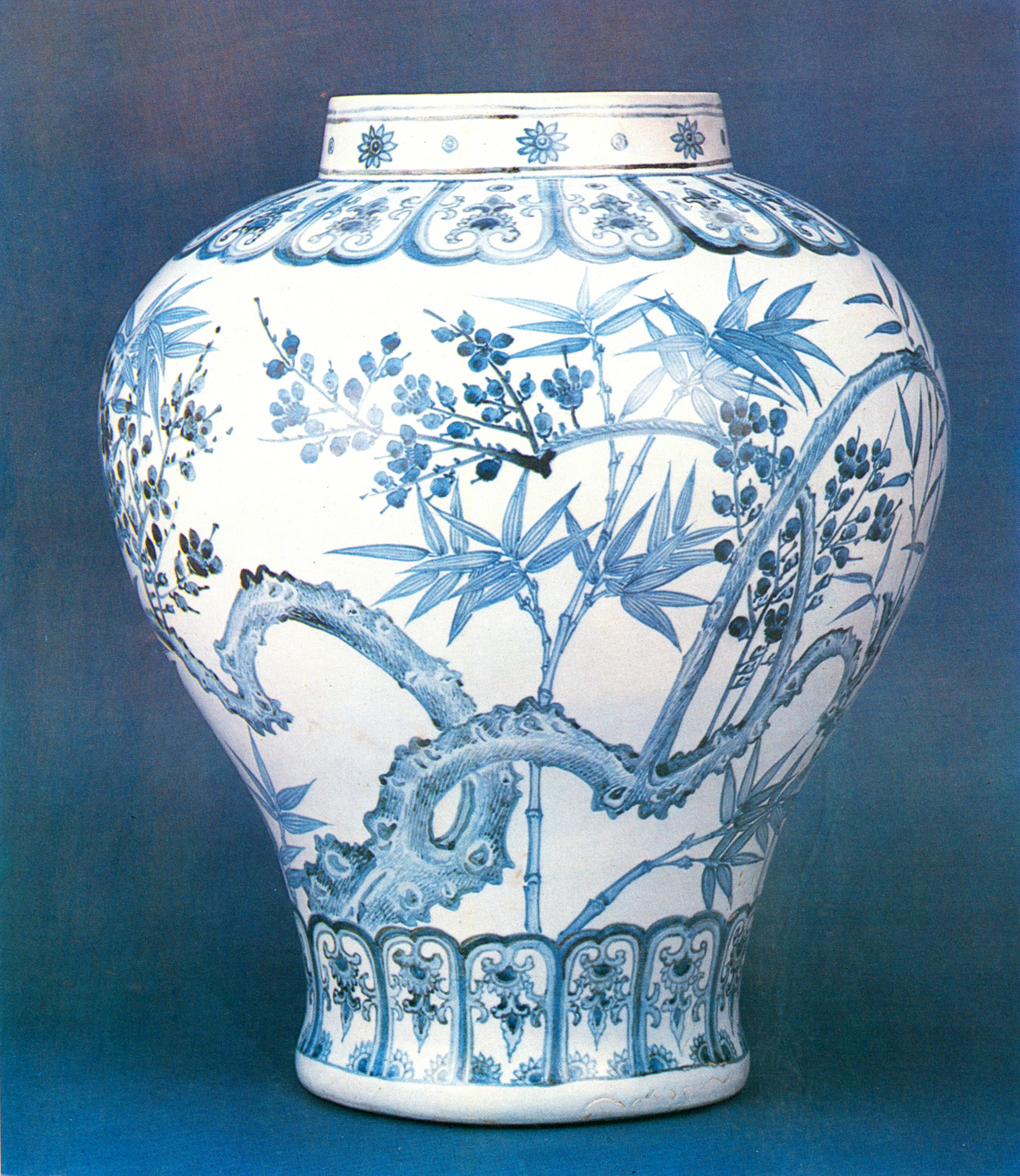
Porcellana bianca con decoro dipinto in blu sotto coperta. Giara con motivo di fiore di prugno e bambù. H. 41 cm. Periodo Joseon. Samsung Museum of Art, Séoul
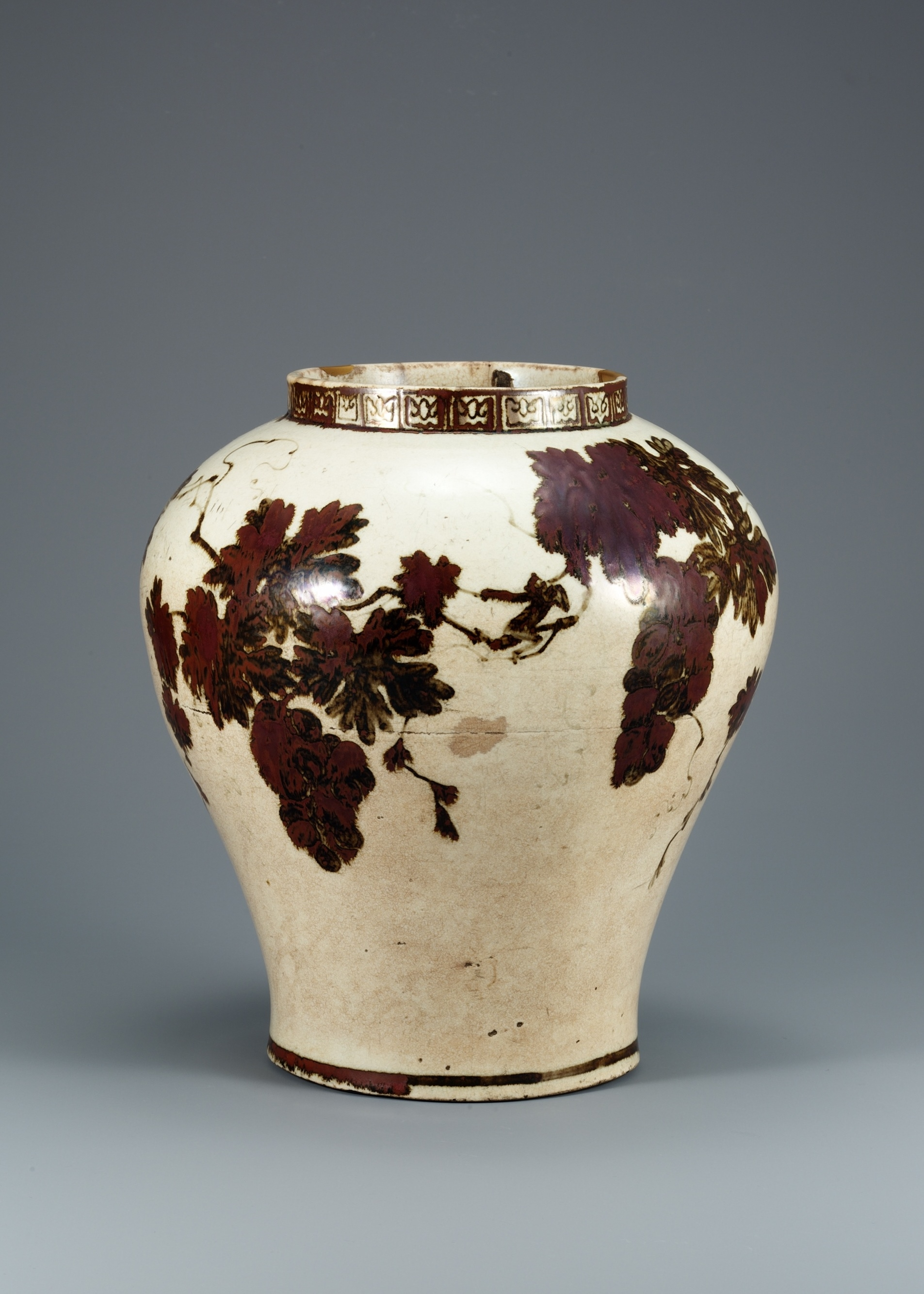
Una scimmia nella vigna. Vaso. Porcellana bianca dipinta in bruno ferro. H. 31 cm. Periodo Joseon, XVII o XVIII secolo. Tesoro nazionale, Museo nazionale della Corea

Nello stesso tempo le porcellane interamente bianche hanno un reale successo nell'ambiente dell'aristocrazia che l'apprezza come vasellame rituale nel XV secolo, per l'estrema purezza del suo colore e la perfezione della sua materia, in forme particolarmente depurate. Le grandi «giare di luna», la cui forma semplicemente «vicina» alla sfera, ma non sferica, e la materia vivente, in sottili sfumature di bianco, riuniscono qualità estetiche essenziali per l'arte coreana.
La porcellana bianca può servire anche da supporto a decori dipinti, in blu sotto coperta seguendo la tradizione cinese in voga sotto i Ming. Le porcellane «bianche e blu», un tipo di porcellana bianca con decoro blu, che era stata prodotta in Cina a partire dall'epoca dell'occupazione mongola (dinastia Yuan), e che all'inizio è utilizzata in Corea con parsimonia e considerata come lussuosa. Il suo uso si diffonde solo poco a poco. E verso l'ambiente della dinastia Joseon, alla fine del XVII secolo i vasai coreani produssero queste ceramiche «blu e bianche», seguendo un procedimento all'ossido di cobalto le cui risorse abbondavano in Cina, ma che è prodotto, in seguito, dagli stessi Coreani.
Anche tutto un altro tipo di decoro utilizza il supporto di porcellana bianca: con il bruno ferro sotto coperta, dove il pennello arriva a ritrovare, in questa tecnica assai ingrata, effetti vicini alla pittura dei letterati, con l'inchiostro su carta.

### Ceramica per l'esportazione

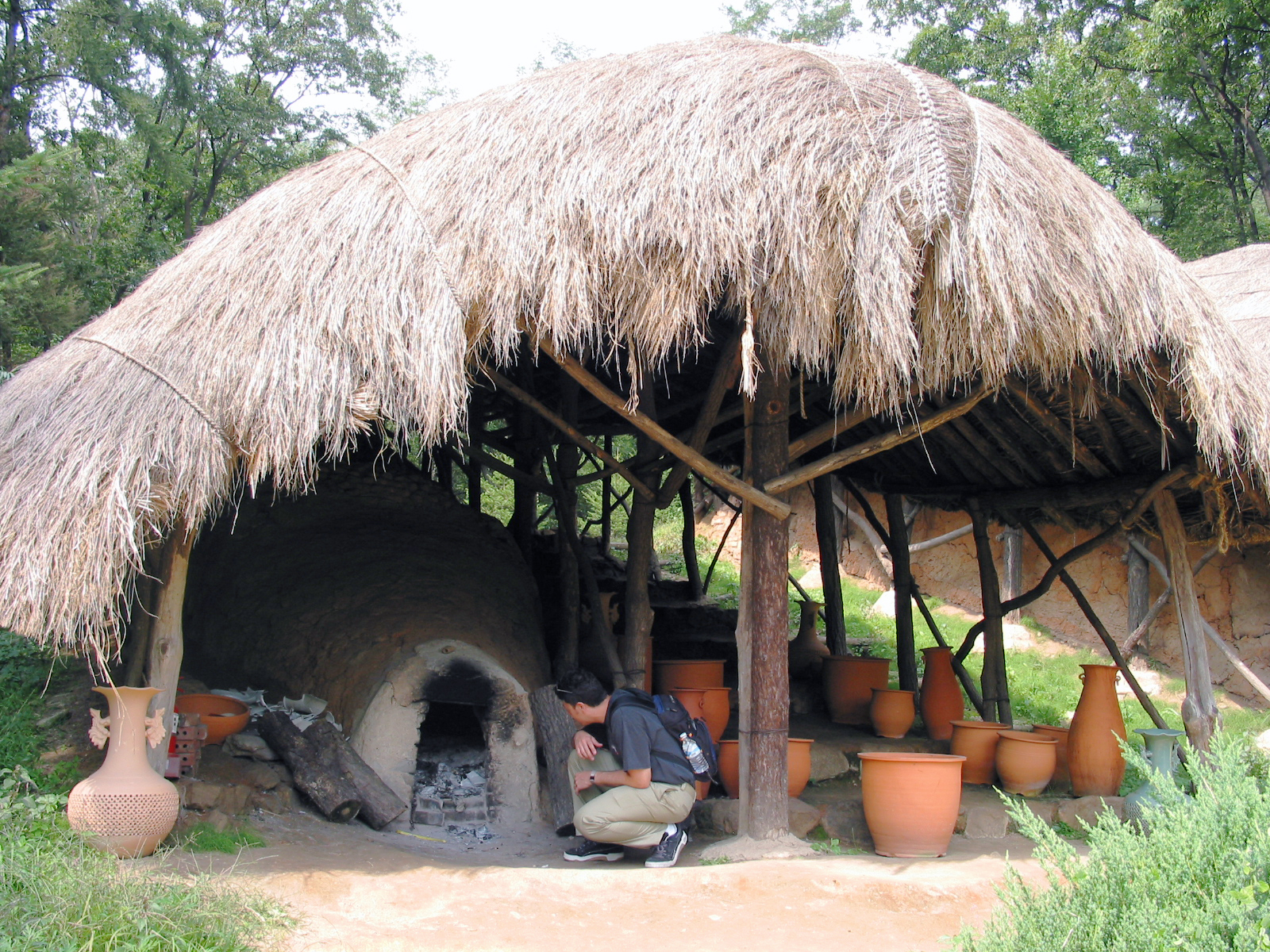
Forno coreano nel villaggio di Yangdong (Gyeongju)

Forni giapponesi che producevano grès giapponesi di influenza coreana furono creati nel XVI secolo. Dal 1639 al 1717 in Corea funzionava un forno nella città portuale di Pusan che produceva ceramica per il mercato giapponese. In realtà, tutte le esportazioni di ceramica della Corea erano destinate in Giappone.

Alla fine del XVII nacque la pratica di inviare in Giappone modelli di ceramica rappresentati su carta, per poi, dopo l'approvazione da parte dell'ordinante, effettuarne la fabbricazione in Corea.

### L'arte della ceramica coreana contemporanea
Gli artisti coreani attuali usano i mezzi della ceramica e la sua ricchezza simbolica in Corea per una pratica che reinventa le forme e le forgia in nuove visioni, estetiche o di altro tipo. Tra innumerevoli artisti e ceramisti coreani che usano o si ispirano alla ceramica, eccone alcuni che sono presentati all'esposizione «La Terre, Le Feu, L'Esprit. Chef-d'œuvre de la céramique coréenne» («La Terra, Il Fuoco, Lo Spirito. Capolavori della ceramica coreana»). Primavera 2016, Parigi.
Alcuni artisti non esitano a collaborare strettamente con ceramisti professionisti, come fa Lee Ufan con il ceramista Park Youngsook: essi declinano così i principi costitutivi della ceramica coreana nella loro forma essenziale: ad esempio, per un pezzo, di tutte le forme essi mantengono la giara di luna in argilla bianca - il gesto: il tratto unico di pennello - il colore: blu su bianco... L'artista plastico Sheong Kwangho affronta eventualmente la ceramica solo per trasgredirne la forma opaca e arrestata su sé stessa, mantenendo il suo aspetto screpolato (craquelé) e la fragilità delle ceramiche ricostruite nei musei: così si evoca la forma pura e fragile con un semplice filo di rame! Shin Sang-ho, ceramista di formazione, ne dispiega i tipi fuori dei loro usi tradizionali (come quando assembla frammenti di piatti colorati per evocare un patchwork coreano: il jogakbo). Huang Kapsun devia i mezzi classici in uno spirito che rivisita l'arte minimale. La ceramista Yeesookyung lavora attualmente su grandi assemblaggi di frammenti di antiche ceramiche (come si rincollavano i vasi preziosi, in particolare quelli che servivano alla cerimonia del tè, darye in coreano), dando loro un'ampiezza inattesa. Il fotografo Koo Bohnchang si riferisce attualmente a tratti della cultura coreana, come le celebri porcellane bianche, con le qualità proprie della fotografia nelle sue più sottili sfumature, da cui le sfumature dei bianchi su fondo «bianco». Shin Meekyoung si ingegna attualmente a riprodurre vasi antichi in pasta di sapone: l'universale permanenza delle ceramiche incontra qui la sua immagine, quanto mai fragile, vicino alle bolle! Il video può anche moltiplicare i punti di vista, gli angoli, e impadronirsi di una forma così emblematica della ceramica coreana che è la giara di luna. E così glissare sulla sua forma «che tende alla perfezione» e sulla sua materia «pressoché bianca e liscia» per raggiungere un piano universale. Infine, secondo Park Hyewon l'artista Kimsooja, con la sua installazione video Earth, Water, Fire, Air (Terra, Acqua, Fuoco, Aria) «affronta l'universalità della ceramica in quanto incarnazione della semplicità e dello splendore della natura».

## Forni
Una delle ragioni del successo della ceramica coreana attiene ai suoi forni a camera inclinata, che furono utilizzati durante tutto il periodo Joseon. Essi furono in seguito esportati in Giappone, dove furono ribattezzati noborigama (in Cina «forno drago», in uso dopo il periodo degli stati combattenti, 475-221 a.C.).
9

## Problemi di traduzione
Nei testi coreani di archeologia, il termine t'ogi, o «ceramica», è opposto a chagi, «porcellana», proprio come fanno gli archeologi cinesi che dividono la ceramica in taoqi e ciqi. Ora abitualmente gli accademici occidentali dividono la ceramica in «terrecotte» e "grès». Ciononostante, in Corea, le terrecotte e i grès sono distinti seguendo i concetti dei ceramica yŏnjil e ceramica kyŏngjil, e gli archeologici coreani usano il termine coreano «grès» per evocare la ceramica specifica dei Tre Regni di Corea cotta ad alta temperatura. In altri termini, in Corea, il concetto di «ceramica», t'ogi, è lo stesso del concetto di taoqi, in Cina, e include i concetti di «terracotta» e certi « grès » della classificazione occidentale. Infine, in Corea, la ceramica è classificata separatamente dalla porcellana che si è sviluppata dopo la dinastia Goryeo. E talvolta il termine t'ogi è impiegato in maniera specifica per designare la ceramica prodotta dopo l'introduzione della porcellana nella penisola.